# Telekamery 2024
Telekamery 2024 – nagrody i nominacje 27. plebiscytu Telekamery „Tele Tygodnia” dla postaci i wydarzeń telewizyjnych za rok 2023 i pierwsze półrocze 2024. Nominacje ogłoszono 9 września 2024 roku. Nagrody zostały przyznane podczas gali, która odbyła się 21 października 2024 w Muzeum Historii Żydów Polskich Polin.

## Laureaci i nominacje
Opracowano na podstawie materiału źródłowego:

### Aktorka
- Vanessa Aleksander – Krew i The Office PL, Polsat Box Go i Canal+ Premium
- Roma Gąsiorowska – Morderczynie i Belfer. Ostatnia lekcja, Viaplay Polska i Canal+ Premium
- Katarzyna Gniewkowska – Bracia, Polsat
- Katarzyna Herman – 1670 i Belfer. Ostatnia lekcja, Netflix i Canal+ Premium
- Julia Kijowska – Lipowo. Zmowa milczenia, TVN
- Aleksandra Konieczna – Na Wspólnej i Będziemy mieszkać razem, TVN i TVP1
- Izabela Kuna – Klara i Kiedy ślub?, Player, TVN i Canal+ Premium
- Marta Malikowska – Skazana i Mecenas Porada, Max, TVN i Polsat Box Go
- Magdalena Różczka – Rojst, Netflix
- Małgorzata Szeptycka – Pierwsza miłość i Lombard. Życie pod zastaw, Polsat i TV Puls

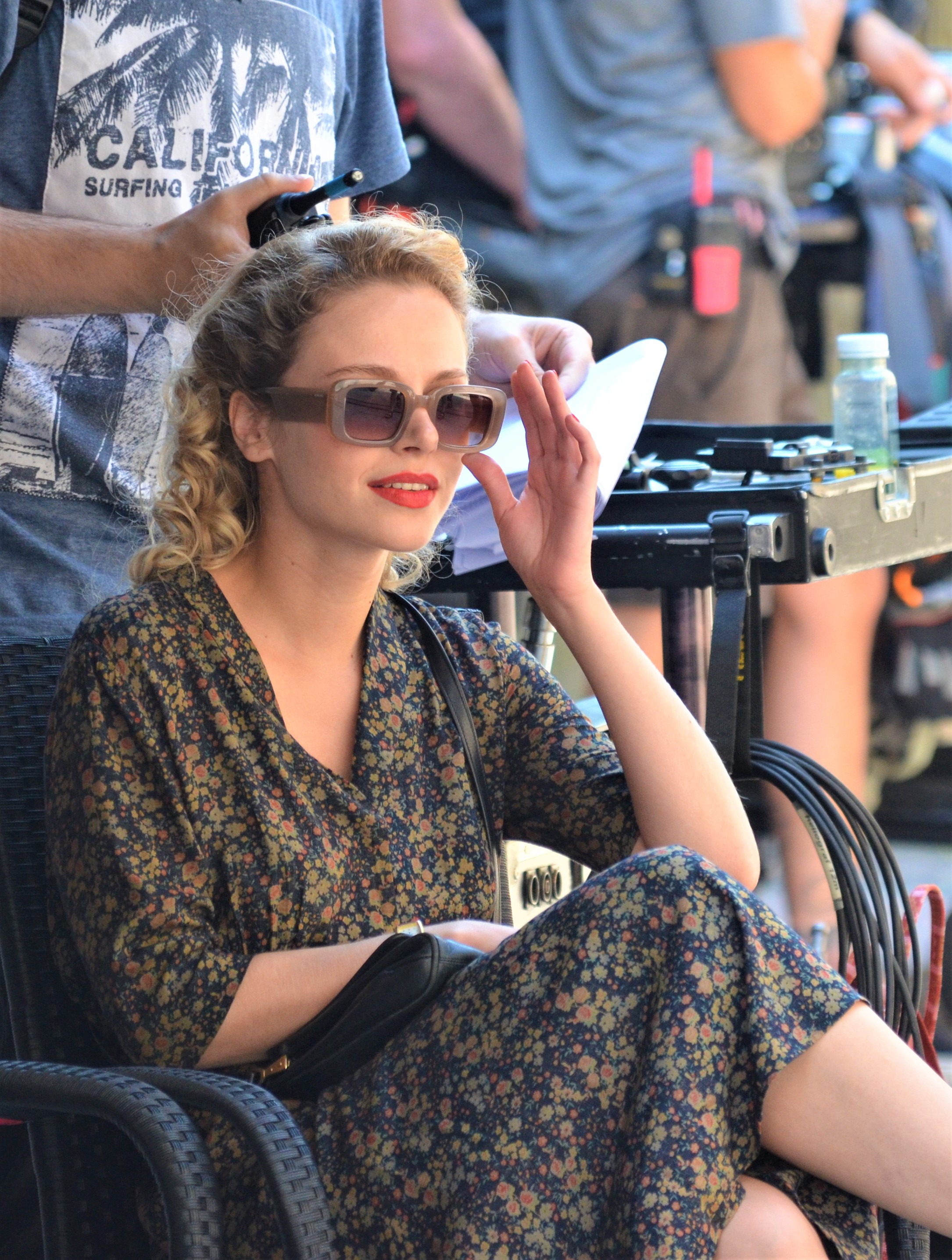
Vanessa Aleksander
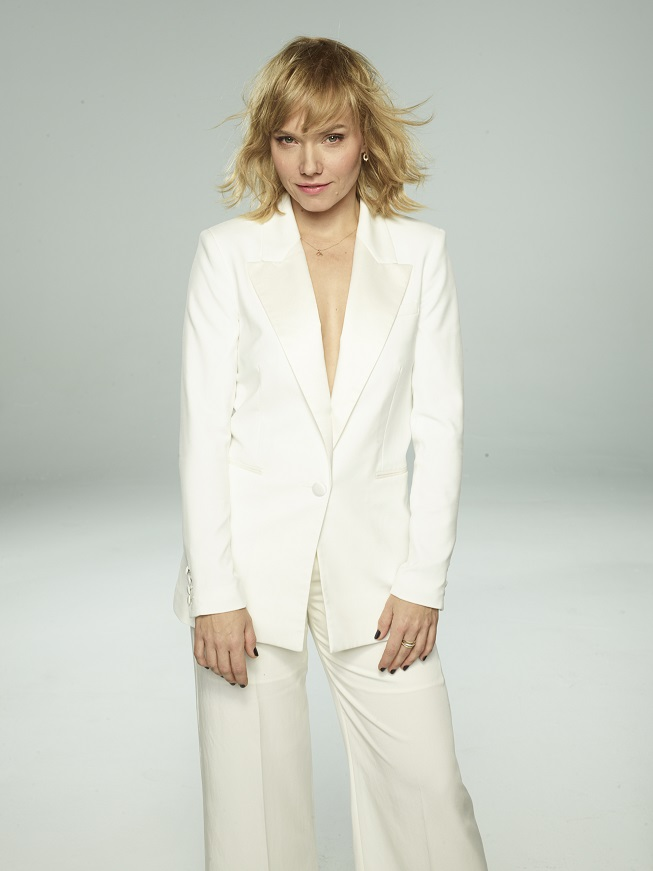
Roma Gąsiorowska
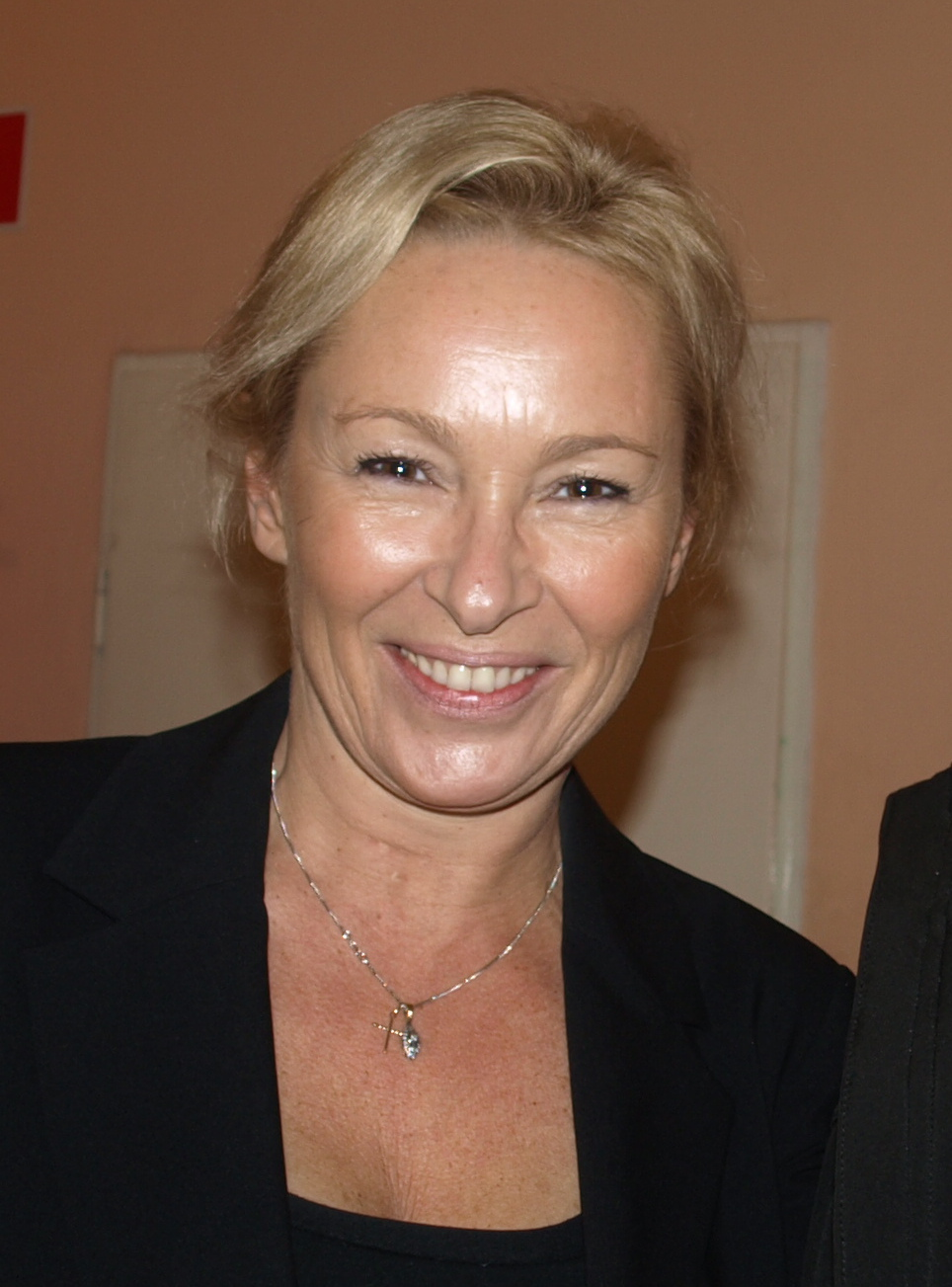
Katarzyna Gniewkowska
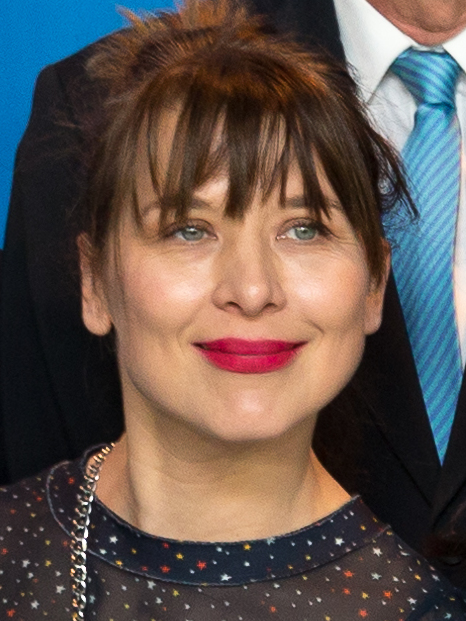
Katarzyna Herman
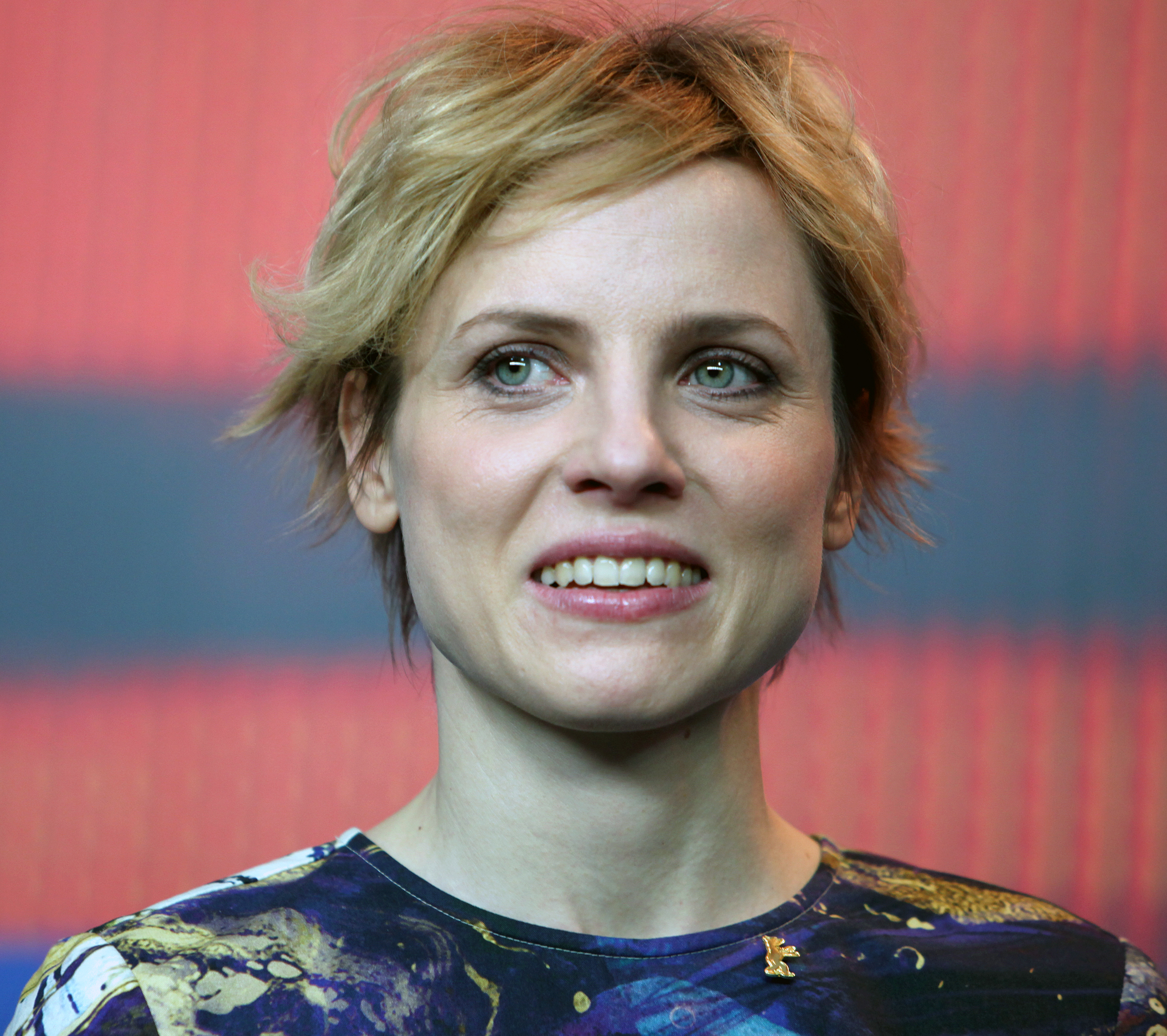
Julia Kijowska
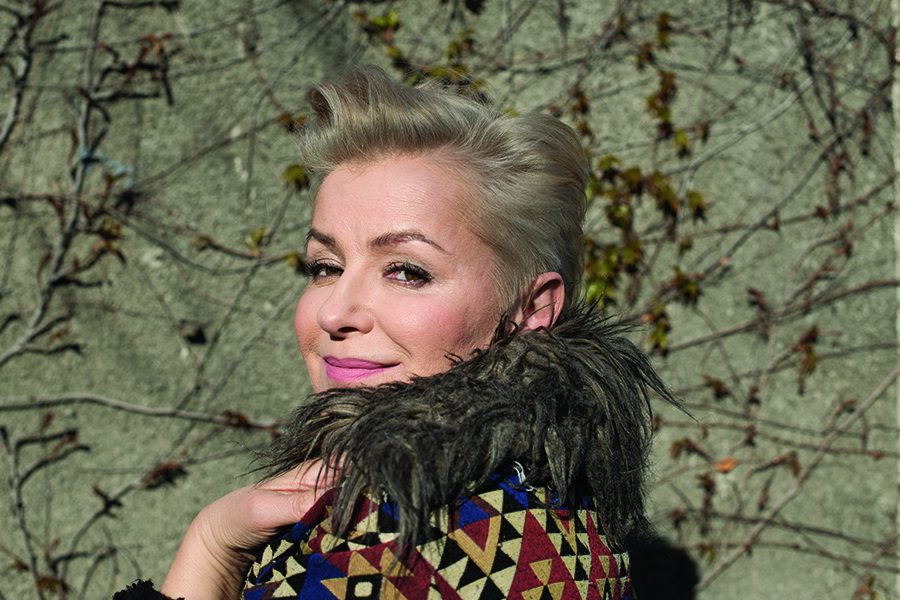
Aleksandra Konieczna
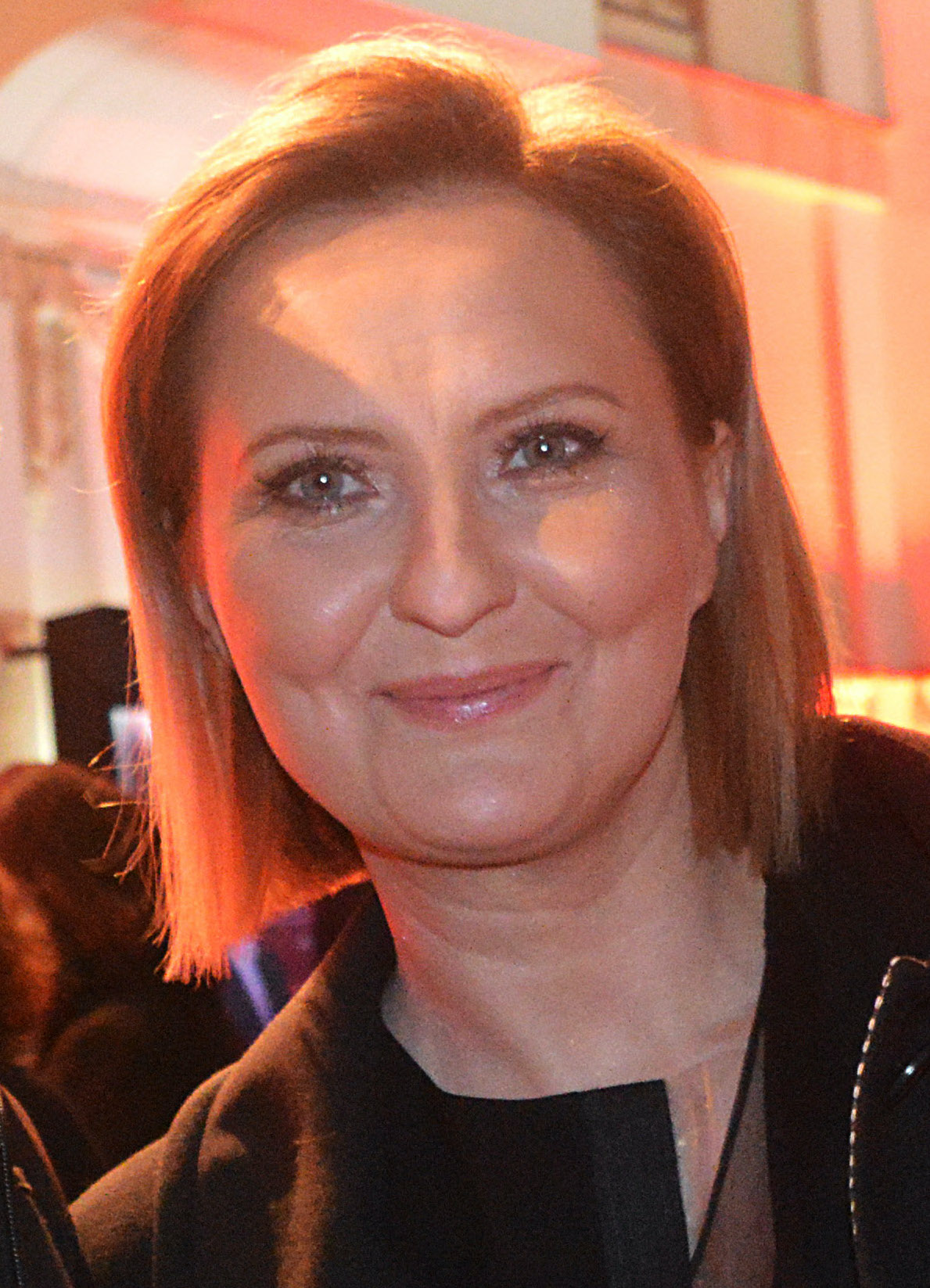
Izabela Kuna
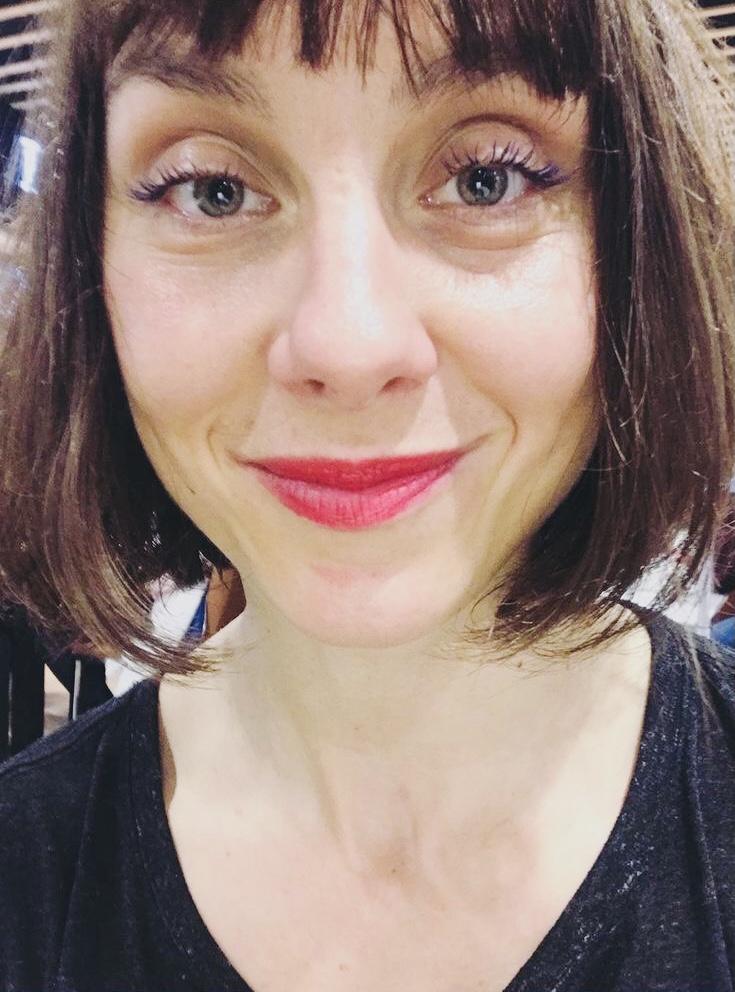
Marta Malikowska
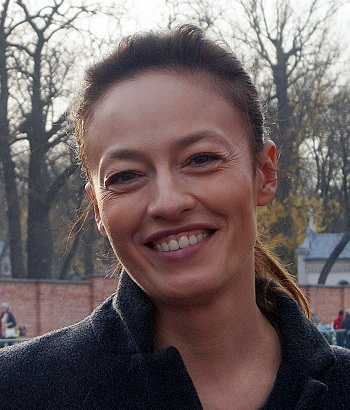
Magdalena Różczka
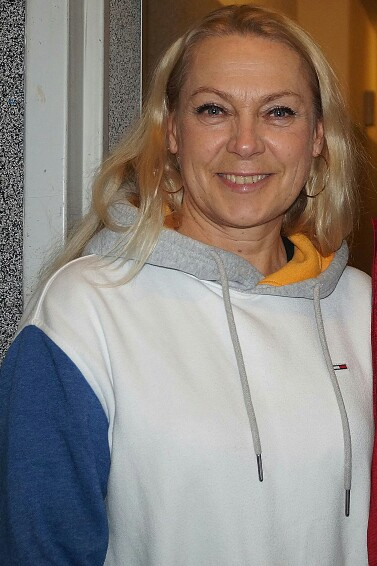
Małgorzata Szeptycka

### Aktor
- Filip Gurłacz – Dzielnica strachu i Pierwsza miłość, Puls 2 i Polsat
- Rafał Cieszyński – Ojciec Mateusz i Barwy szczęścia, TVP1 i TVP2
- Michał Czernecki – Skazana i Rodzina na Maxa, TVN, Polsat Box Go i Polsat
- Mateusz Damięcki – Na dobre i na złe, W rytmie serca i Prosta sprawa, TVP2, Polsat i Canal+ Premium
- Arkadiusz Jakubik – Informacja zwrotna, Netflix
- Piotr Polak – The Office PL, Canal+ Premium
- Nikodem Rozbicki – Bracia i Rodzina na Maxa, Polsat Box Go i Polsat
- Łukasz Simlat – Matka, Polsat
- Bartłomiej Topa – 1670, Netflix
- Adam Woronowicz – Skazana, TVN

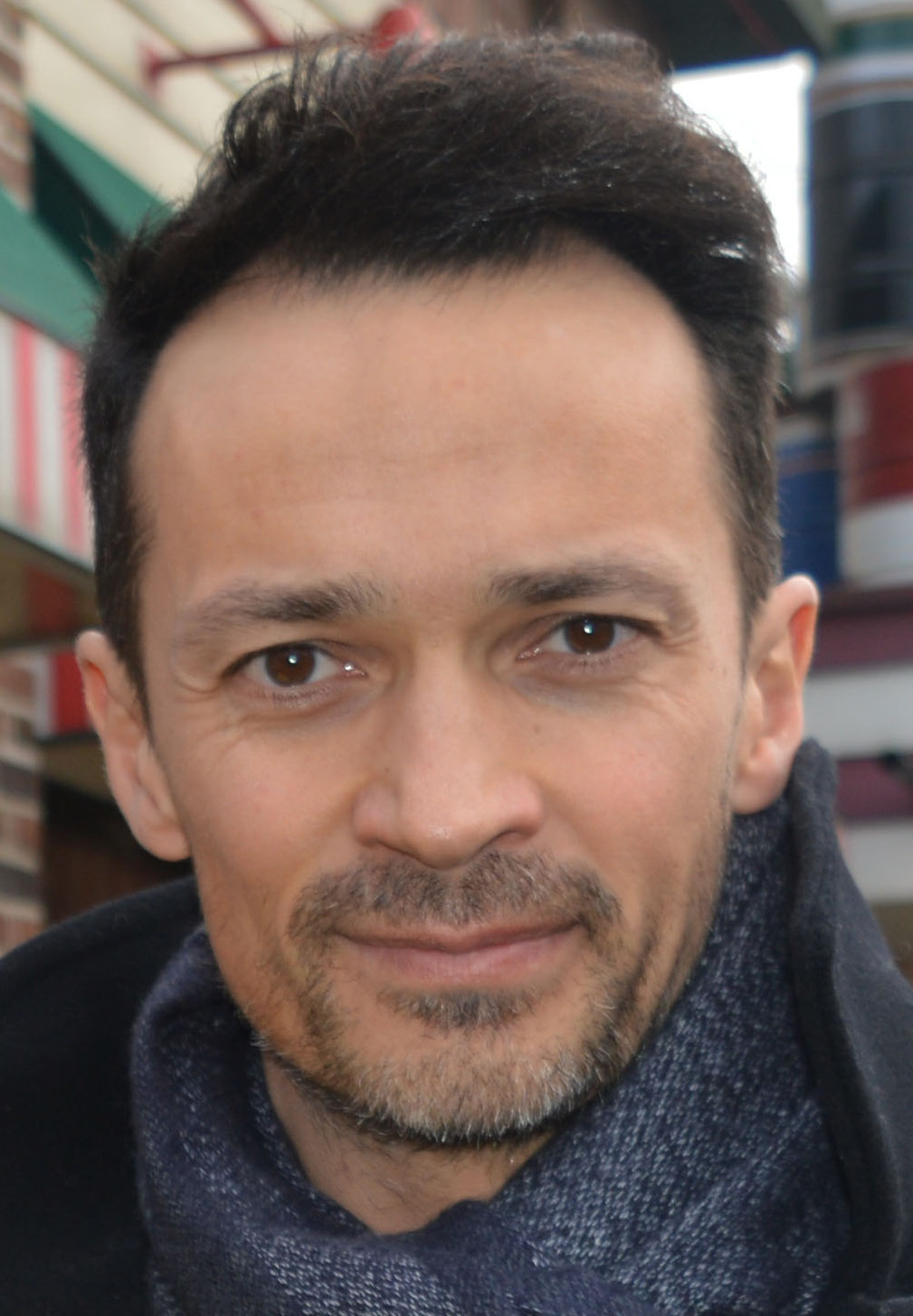
Rafał Cieszyński
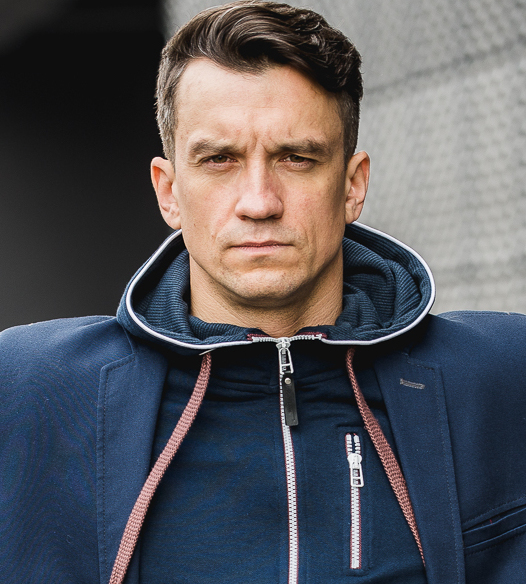
Michał Czernecki
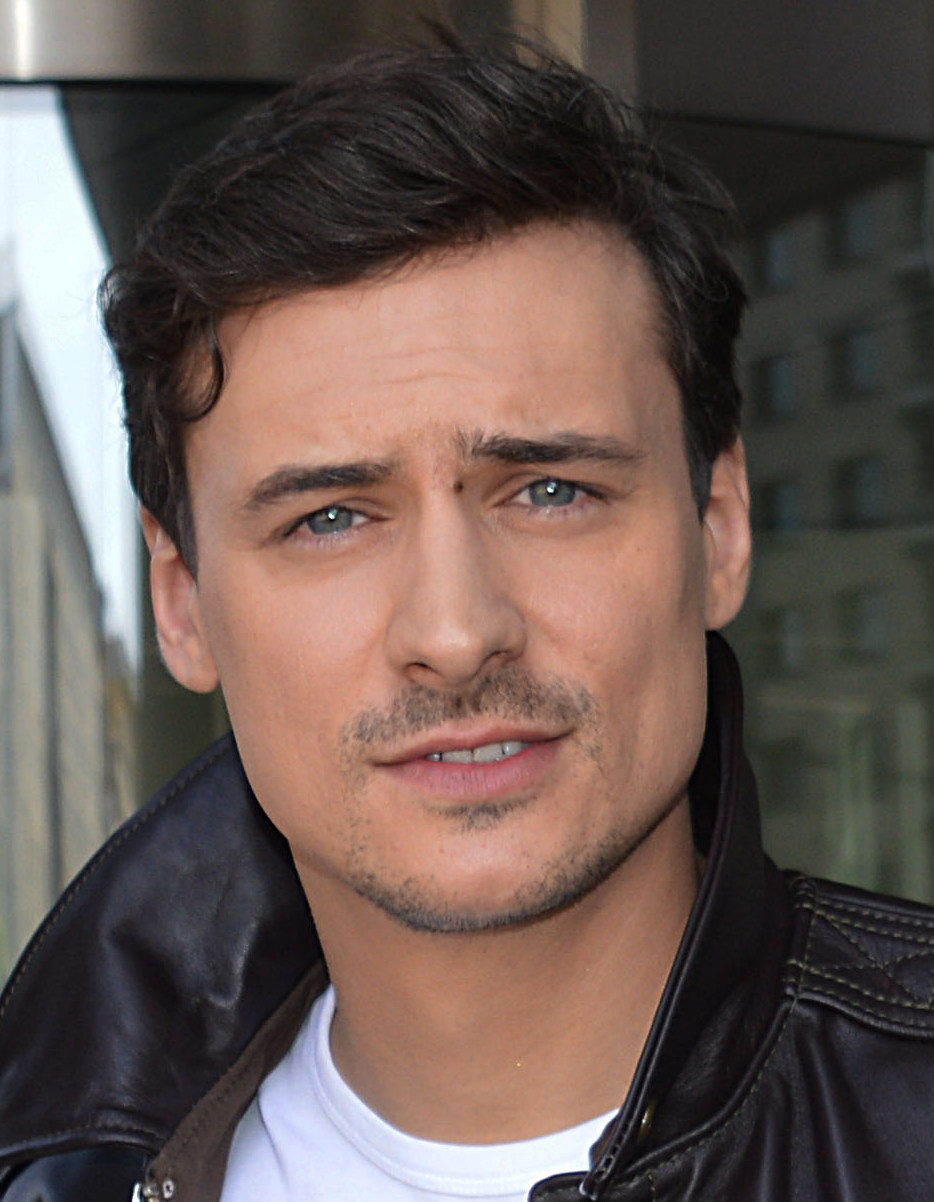
Mateusz Damięcki
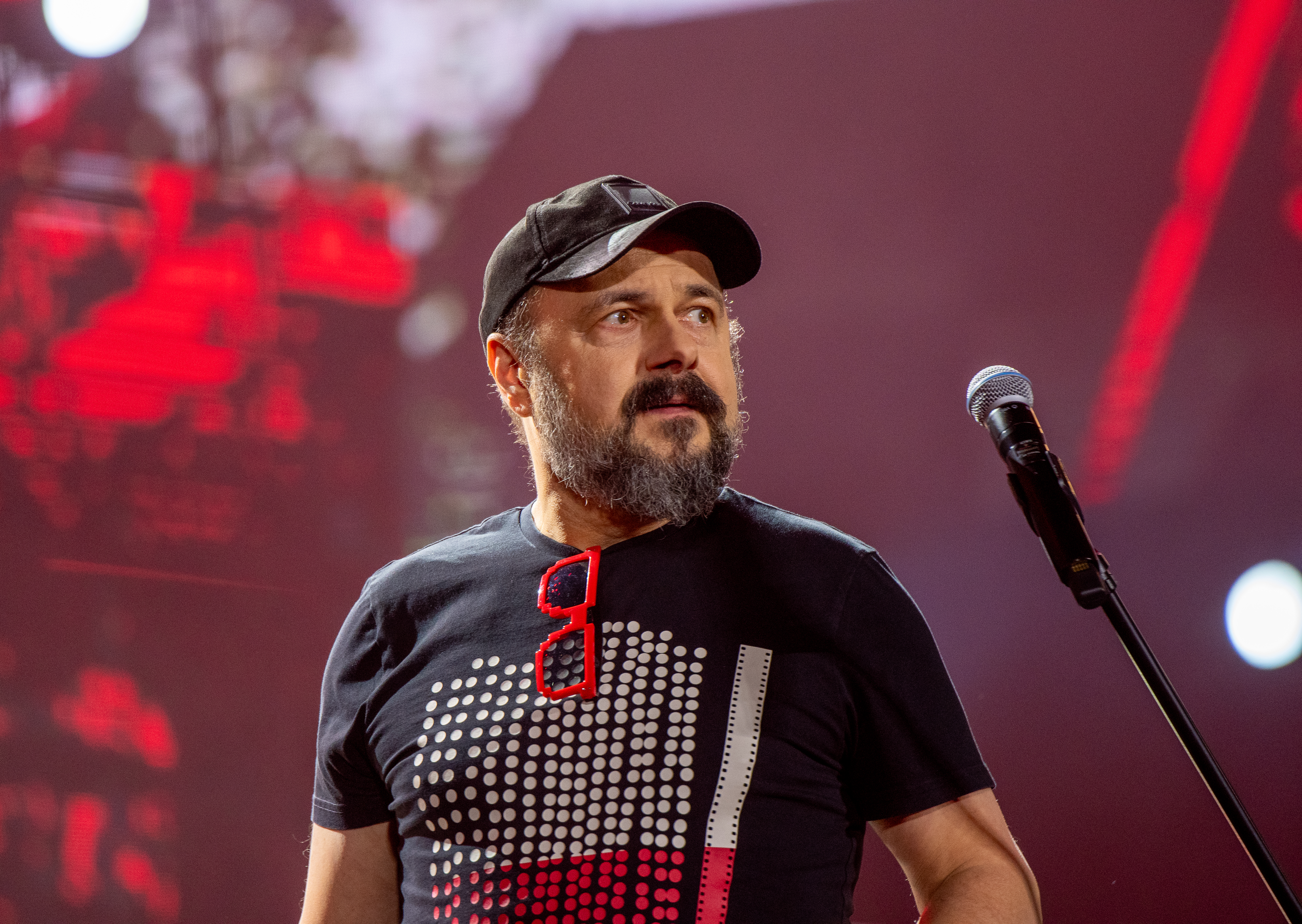
Arkadiusz Jakubik
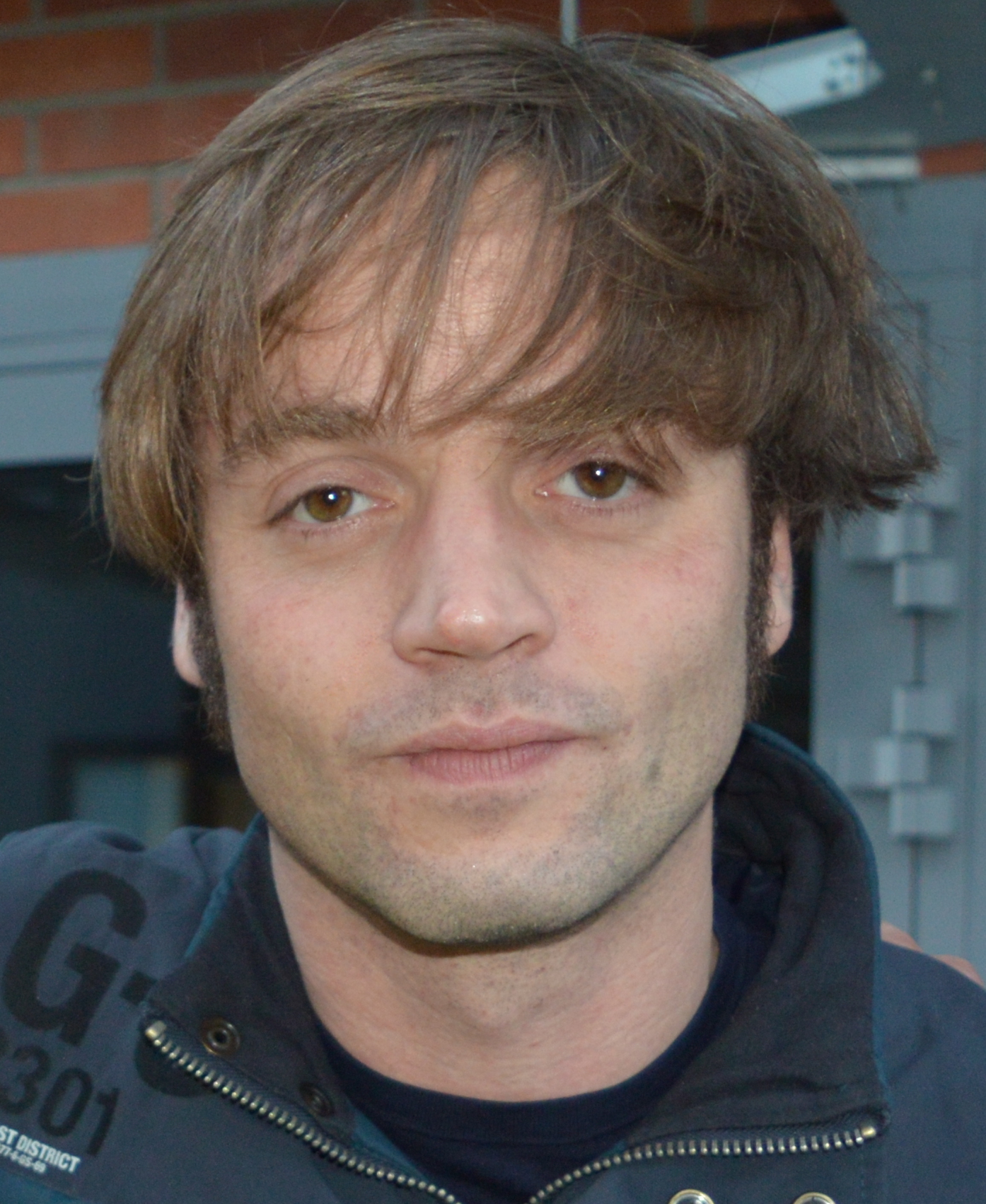
Piotr Polak
Nikodem Rozbicki
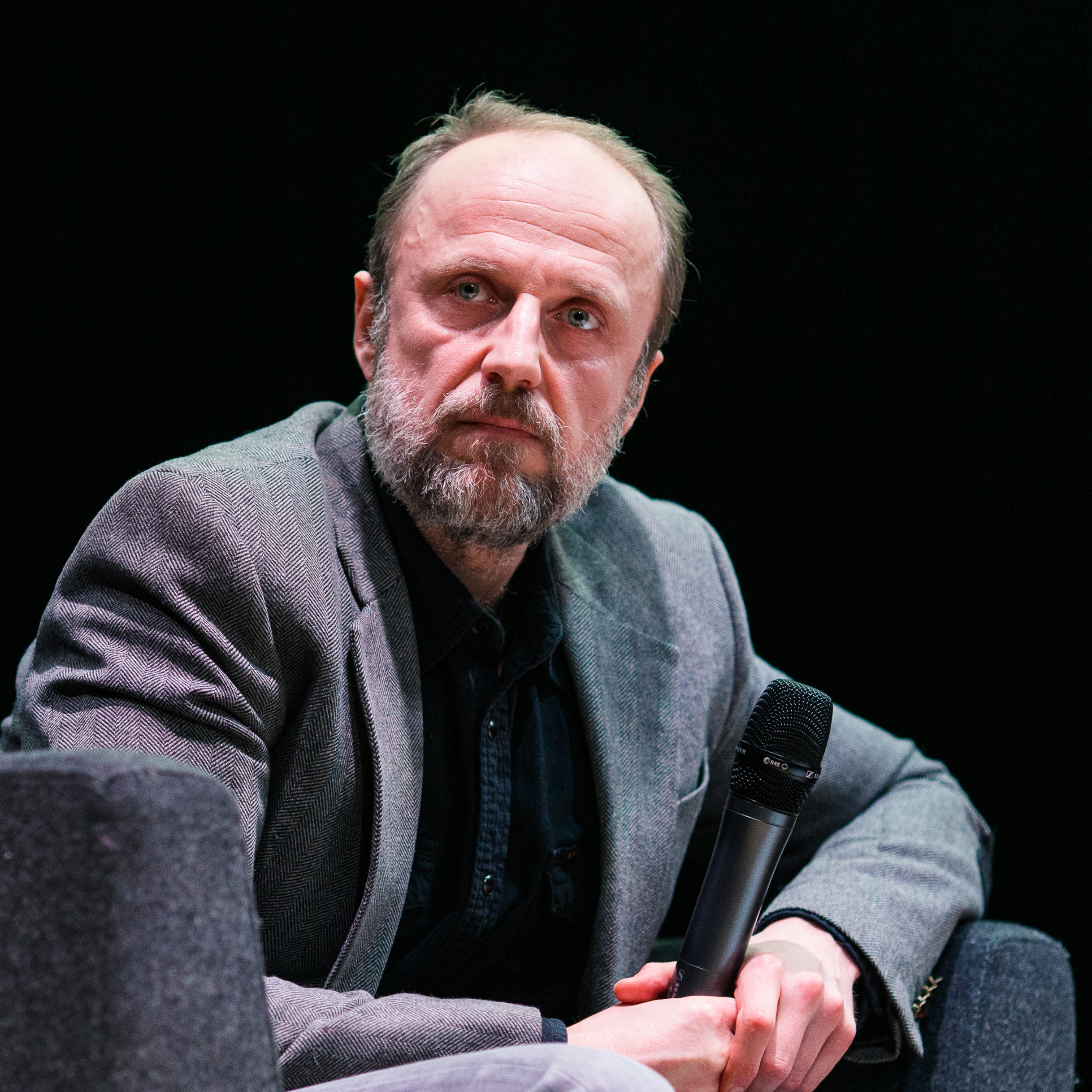
Łukasz Simlat
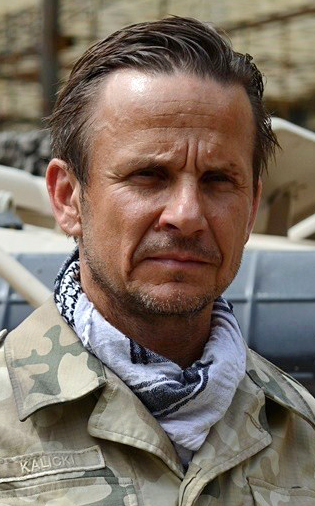
Bartłomiej Topa
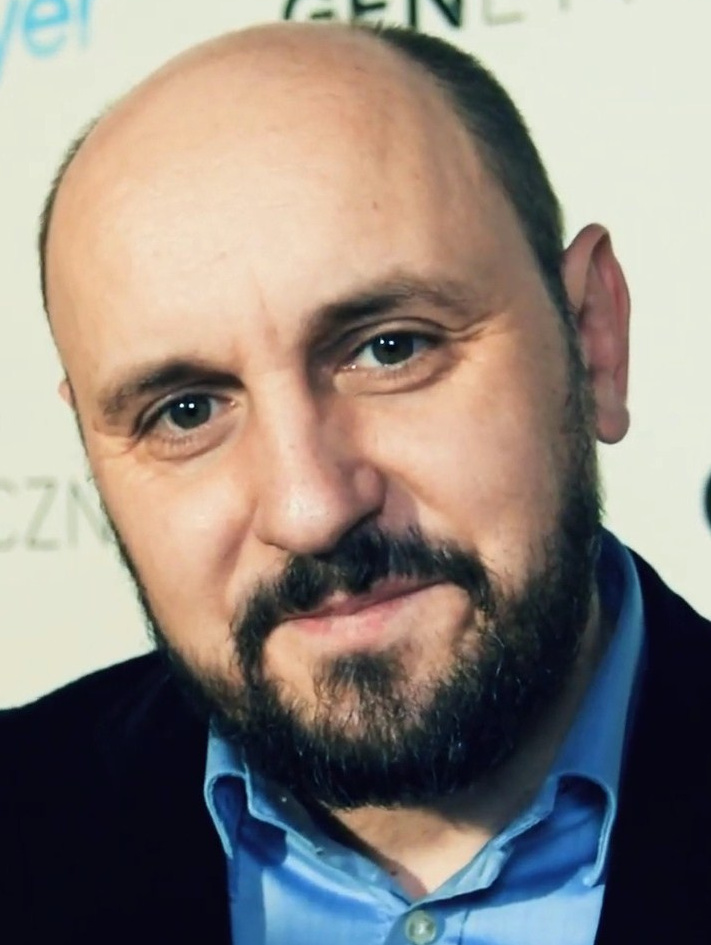
Adam Woronowicz

### Serial
- 1670 – Netflix
- Będziemy mieszkać razem – TVP1
- Bracia – Polsat
- Camera Café. Nowe parzenie – TVN
- Informacja zwrotna – Netflix
- Matylda – TVP1
- Prosta sprawa – Canal+ Premium
- Rojst Millenium – Netflix
- Sługa narodu – Polsat i Polsat Box Go
- The Office PL – Canal+ Premium

## Jury-kapituła i laureaci
Opracowano na podstawie materiału źródłowego:

### Juror
- Ewa Kasprzyk – Dancing with the Stars. Taniec z gwiazdami, Polsat
- Halina Frąckowiak – The Voice Senior, TVP2
- Piotr Gąsowski – Twoja twarz brzmi znajomo, Polsat
- Rafał Maserak – Dancing with the Stars. Taniec z gwiazdami, Polsat
- Marcin Prokop – Mam talent!, TVN
- Dorota Szelągowska – MasterChef Nastolatki, TVN
- Natasza Urbańska – The Voice Kids, TVP2
- Julia Wieniawa – Mam talent!, TVN

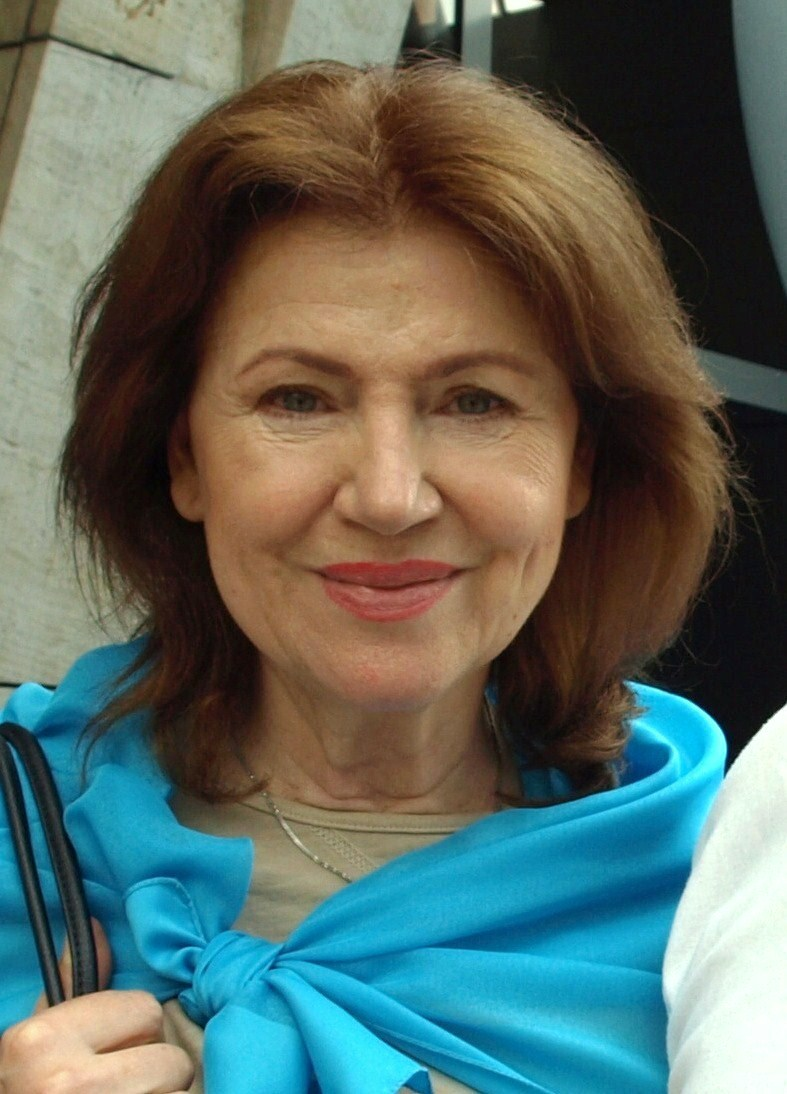
Halina Frąckowiak
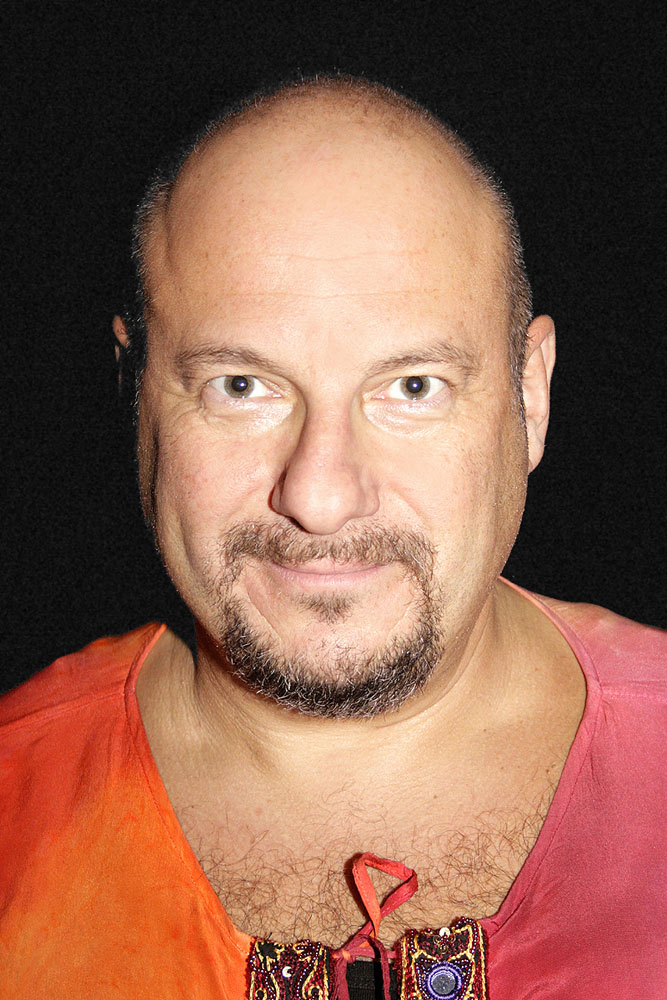
Piotr Gąsowski
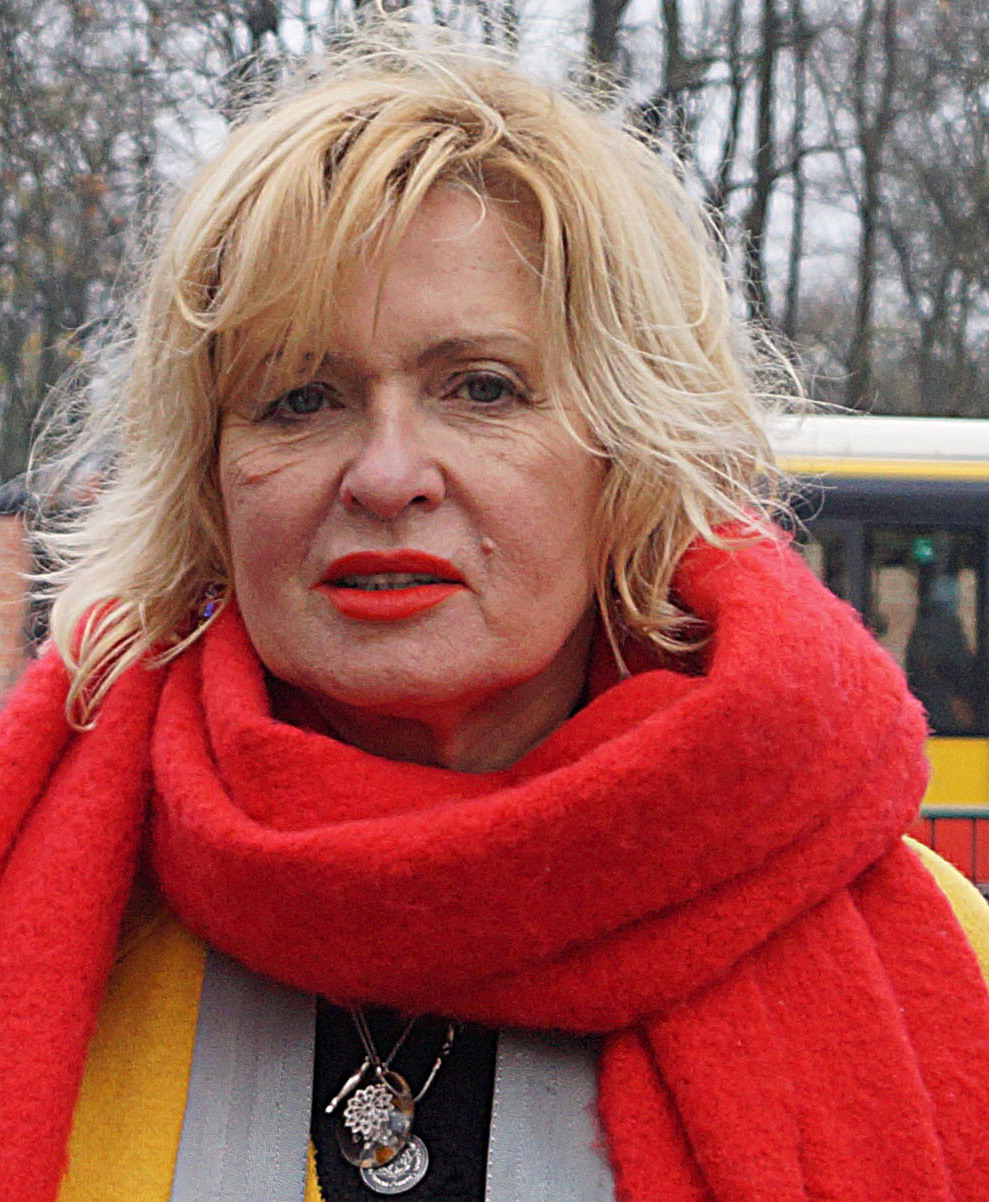
Ewa Kasprzyk
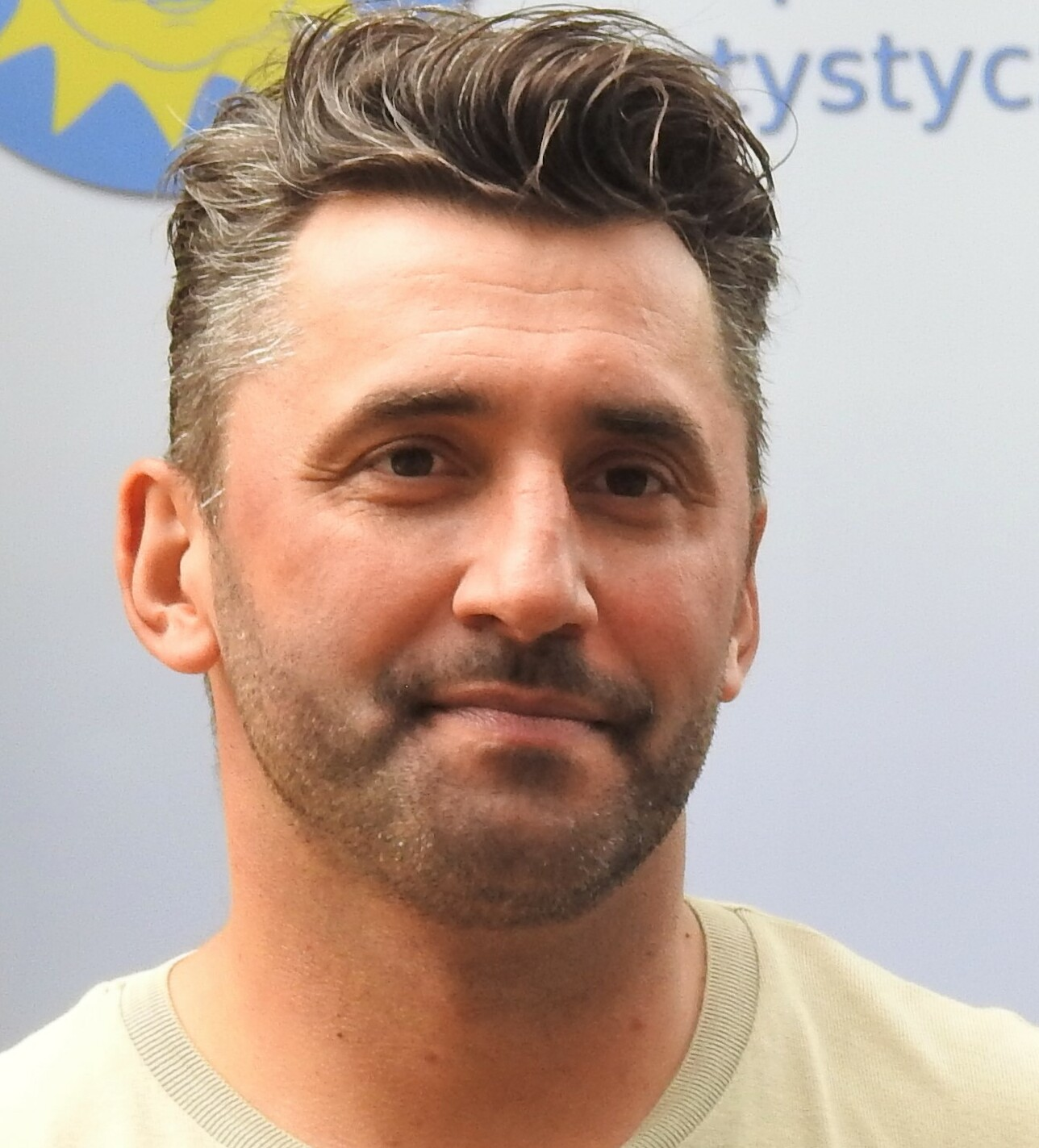
Rafał Maserak
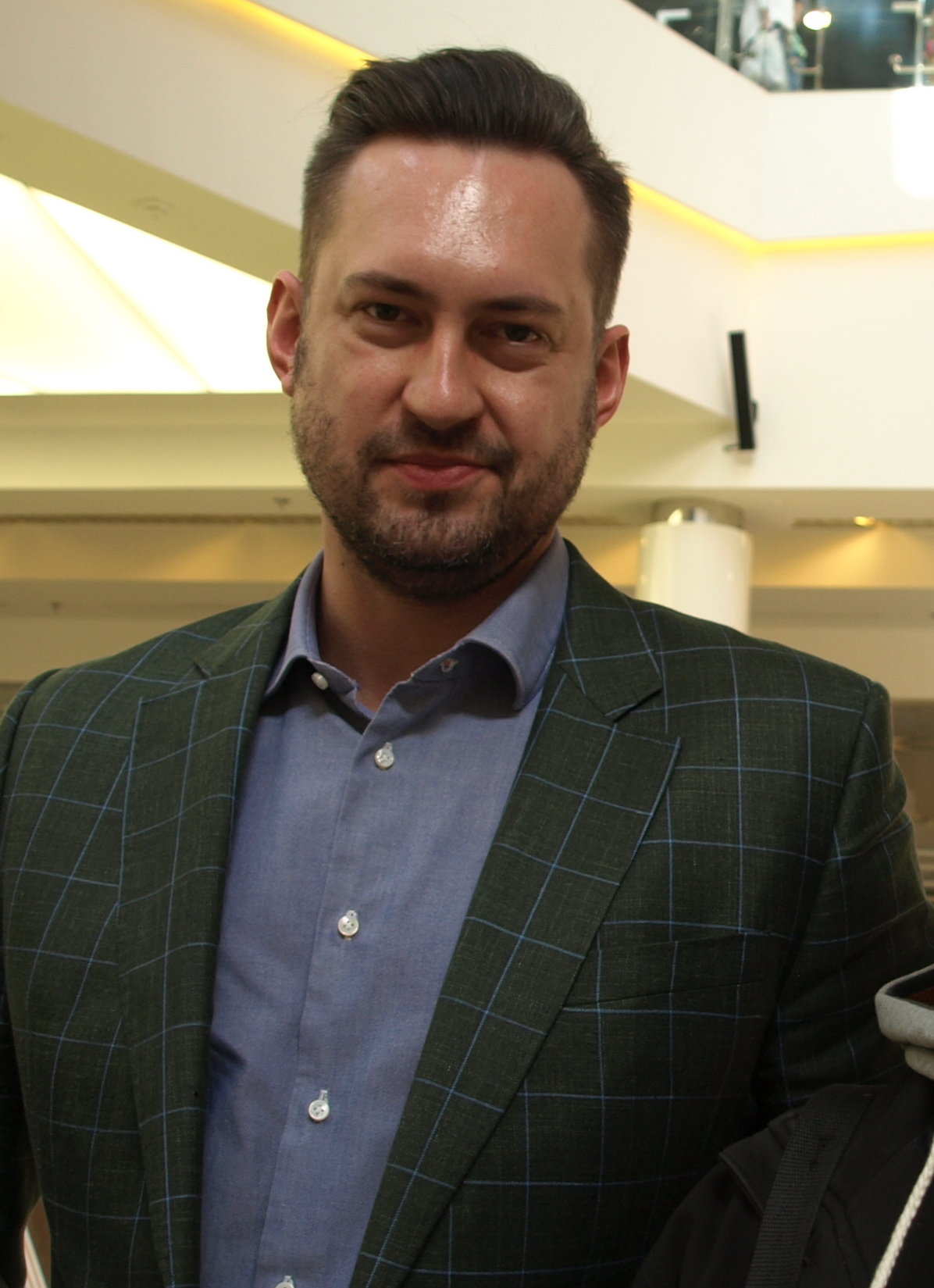
Marcin Prokop
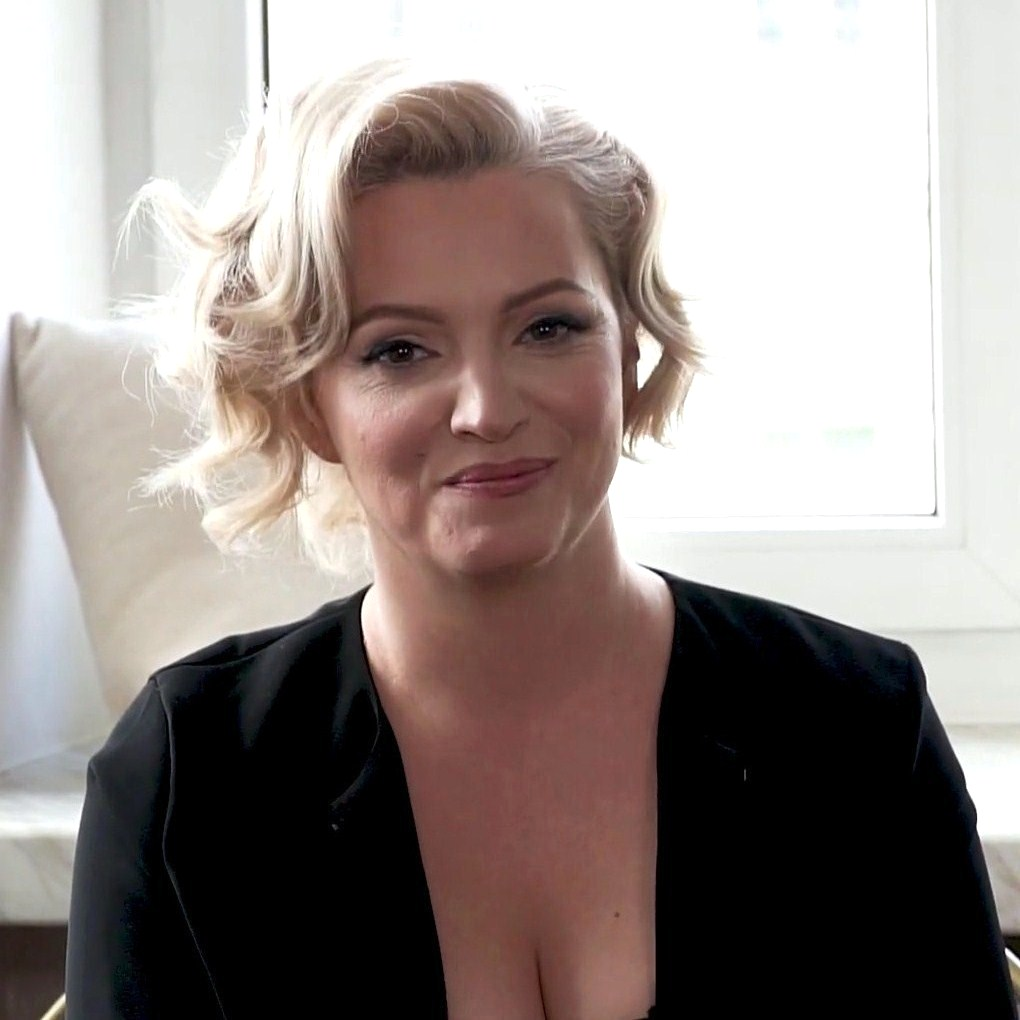
Dorota Szelągowska
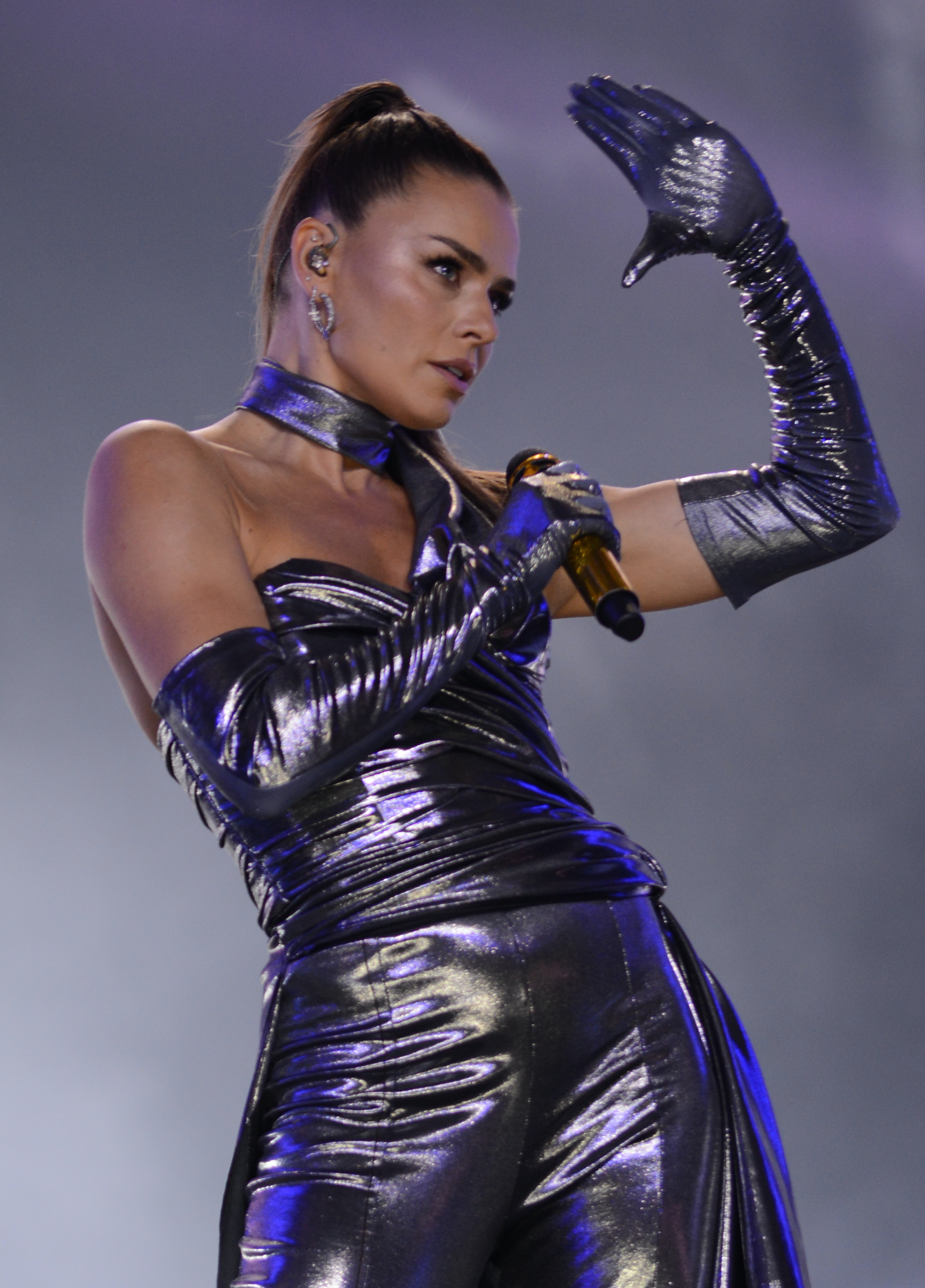
Natasza Urbańska
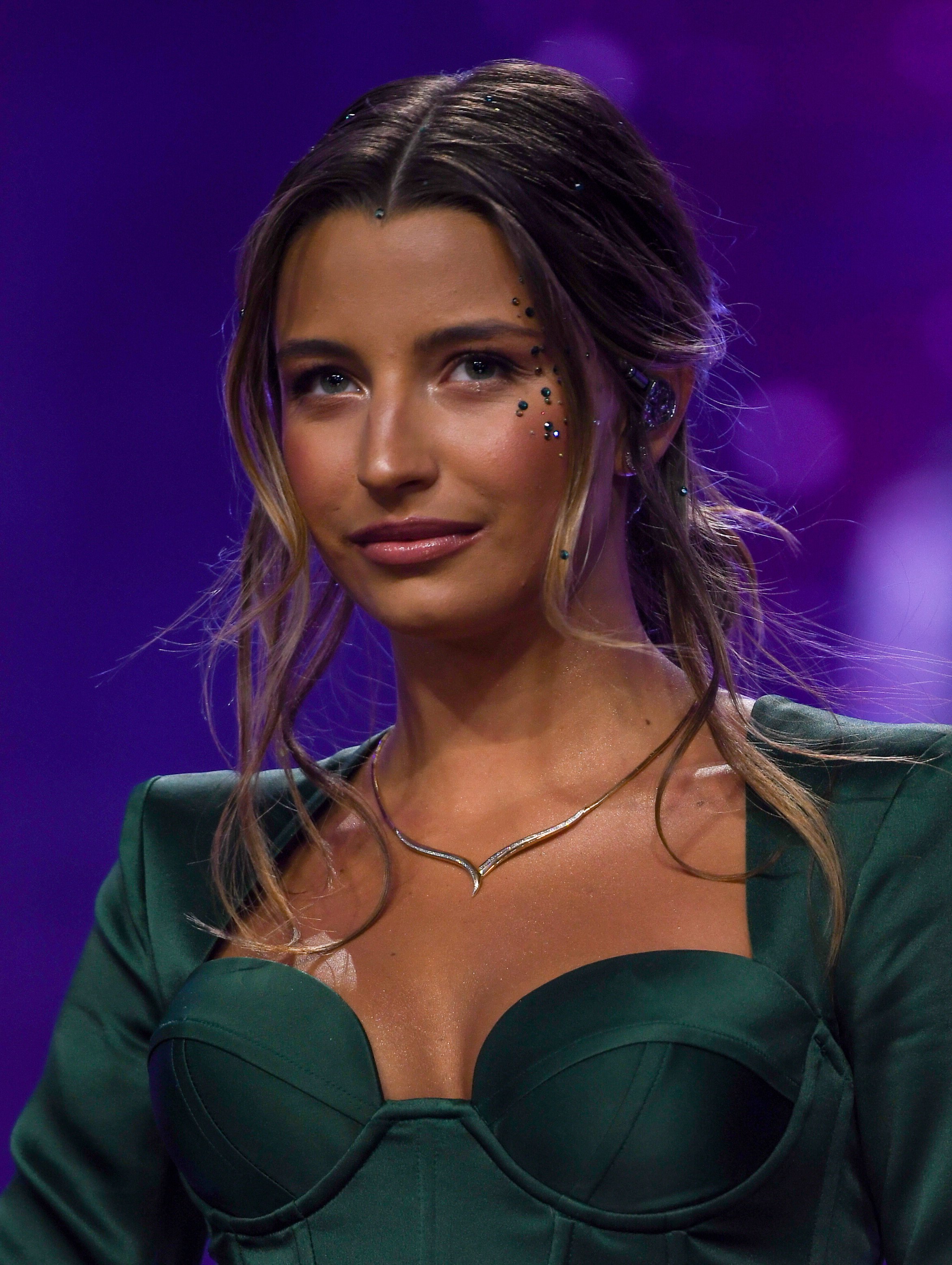
Julia Wieniawa

### Komentator/Prezenter/Dziennikarz sportowy
- Paulina Chylewska – TVP Sport
- Jakub Bednaruk – Polsat Sport 1
- Tomasz Ćwiąkała – Canal+ Sport
- Wojciech Drzyzga i Tomasz Swędrowski – Polsat Sport 1
- Mateusz Święcicki – Eleven Sports
- Marek Rudziński – Eurosport 1
- Rafał Wolski – TVP Sport

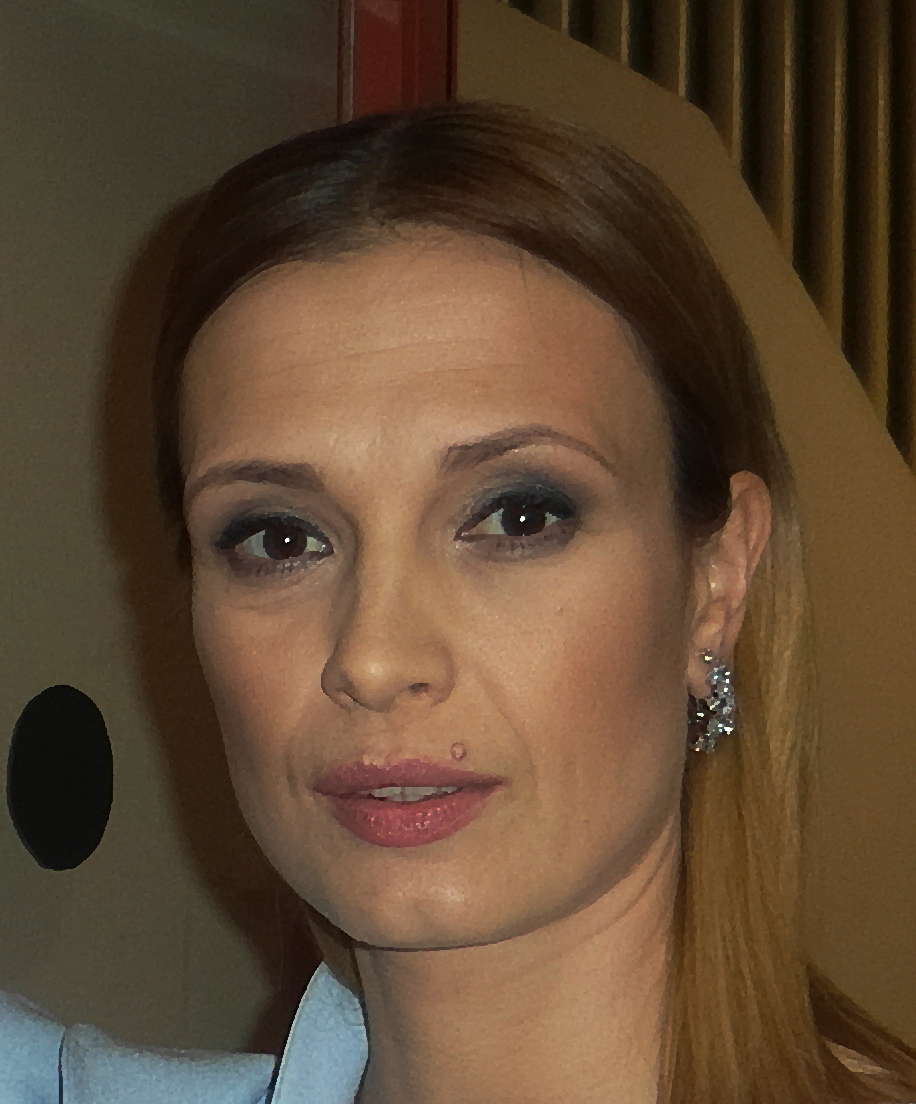
Paulina Chylewska
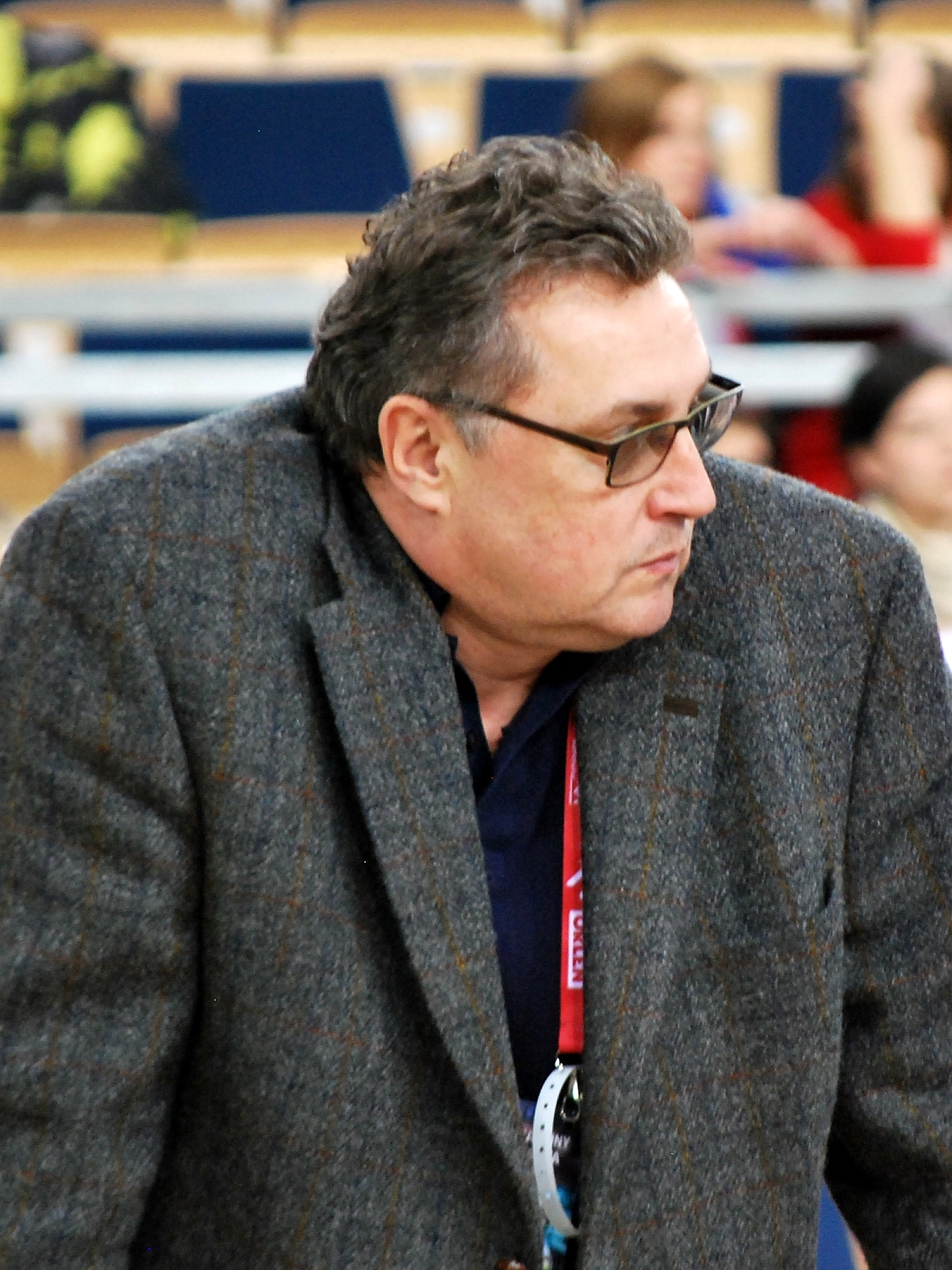
Wojciech Drzyzga
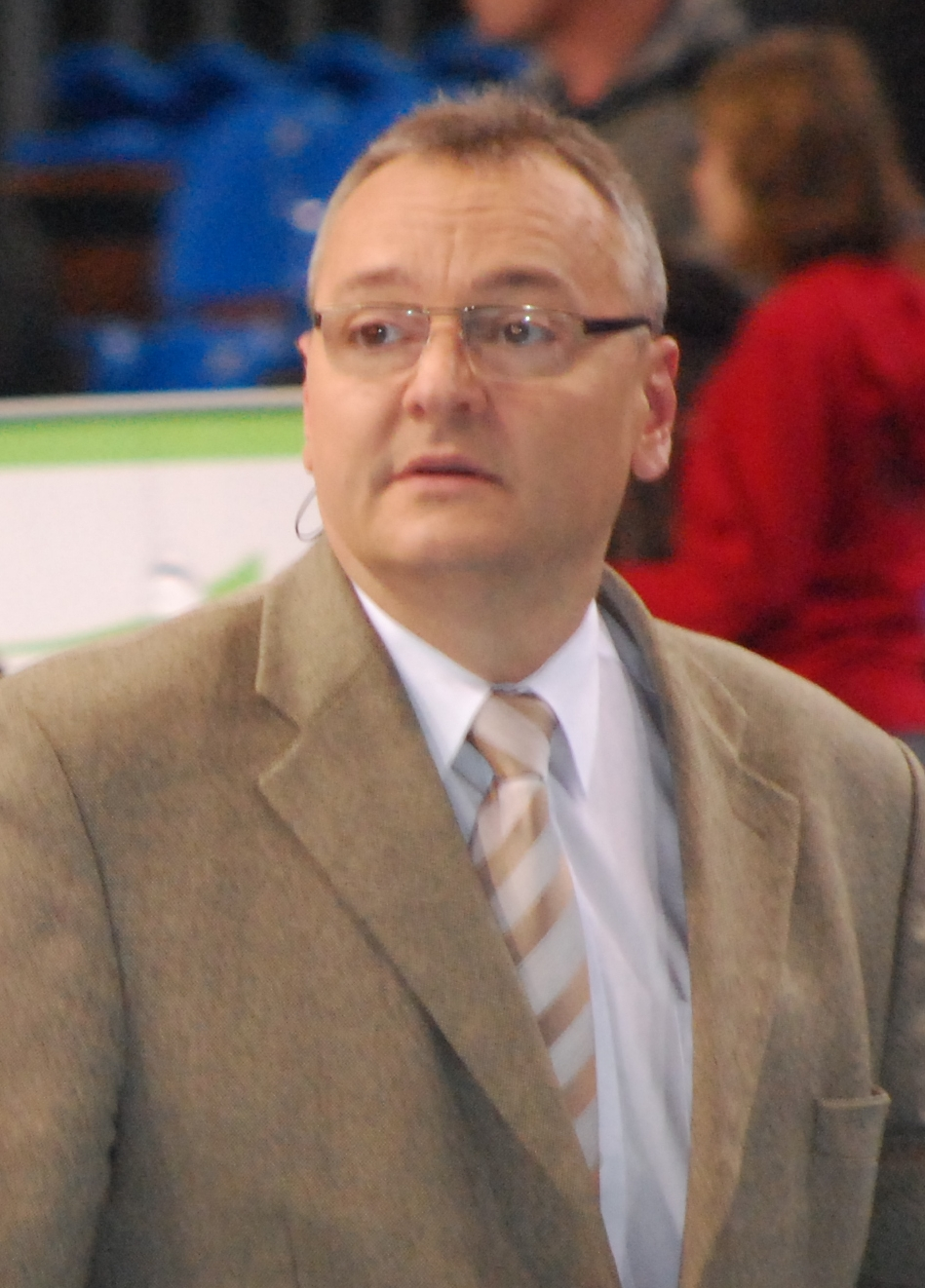
Tomasz Swędrowski

### Informacje i publicystyka
- Diana Rudnik – Fakty, TVN
- Marek Czyż – 19.30, TVP1
- Joanna Dunikowska-Paź – 19.30, TVP1
- Dorota Gawryluk – Wydarzenia, Polsat
- Magdalena Łucyan – TVN
- Maciej Orłoś – Teleexpress, TVP1
- Katarzyna Zdanowicz – Wydarzenia, Polsat

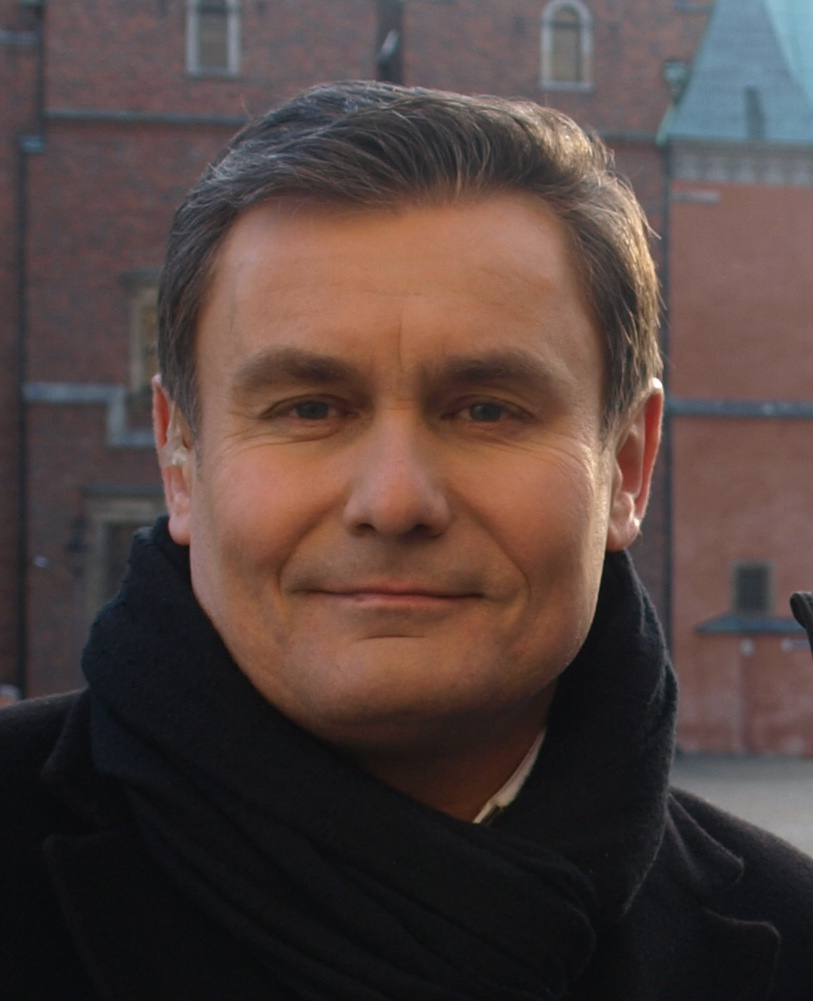
Marek Czyż
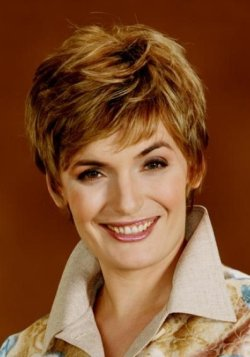
Dorota Gawryluk
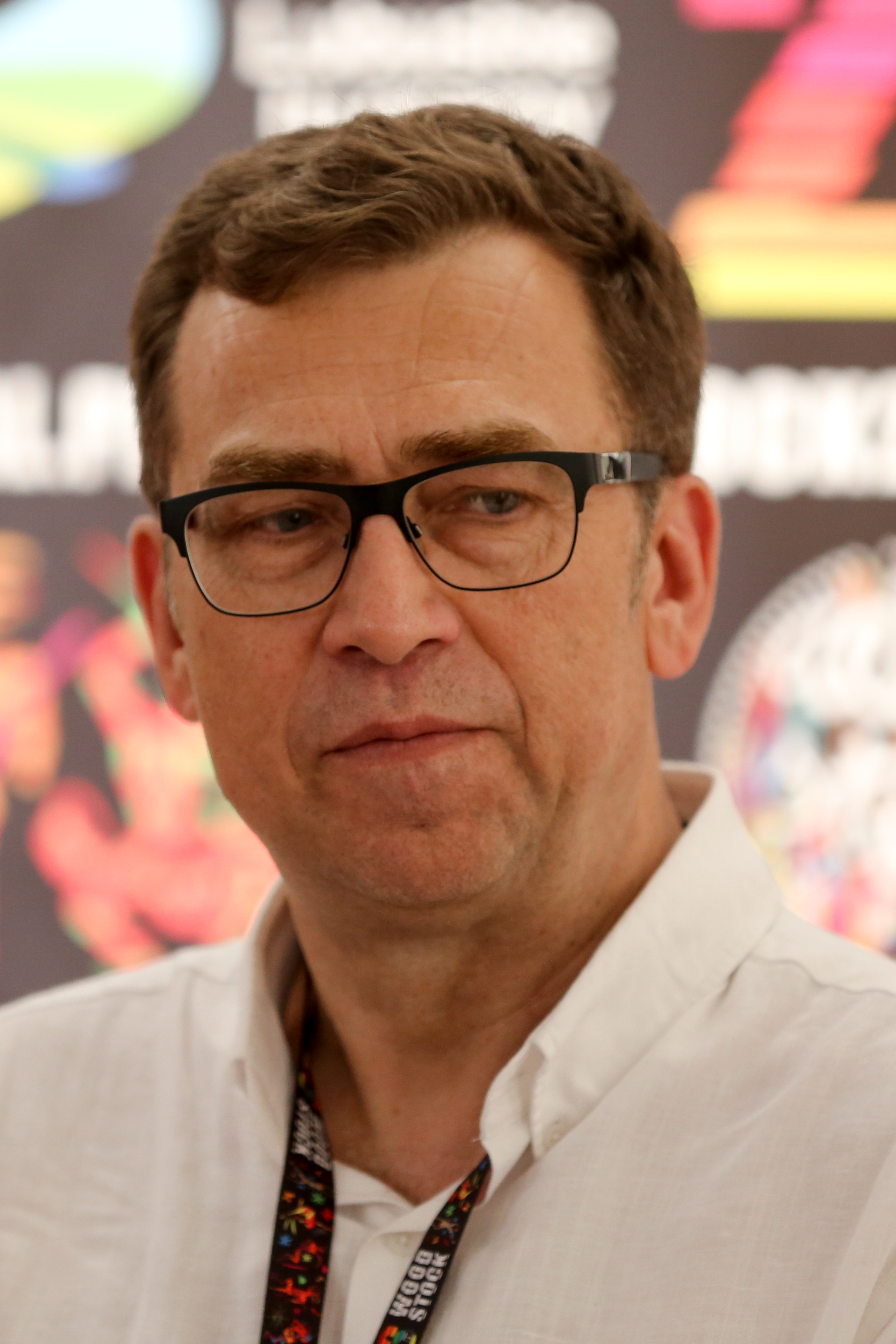
Maciej Orłoś
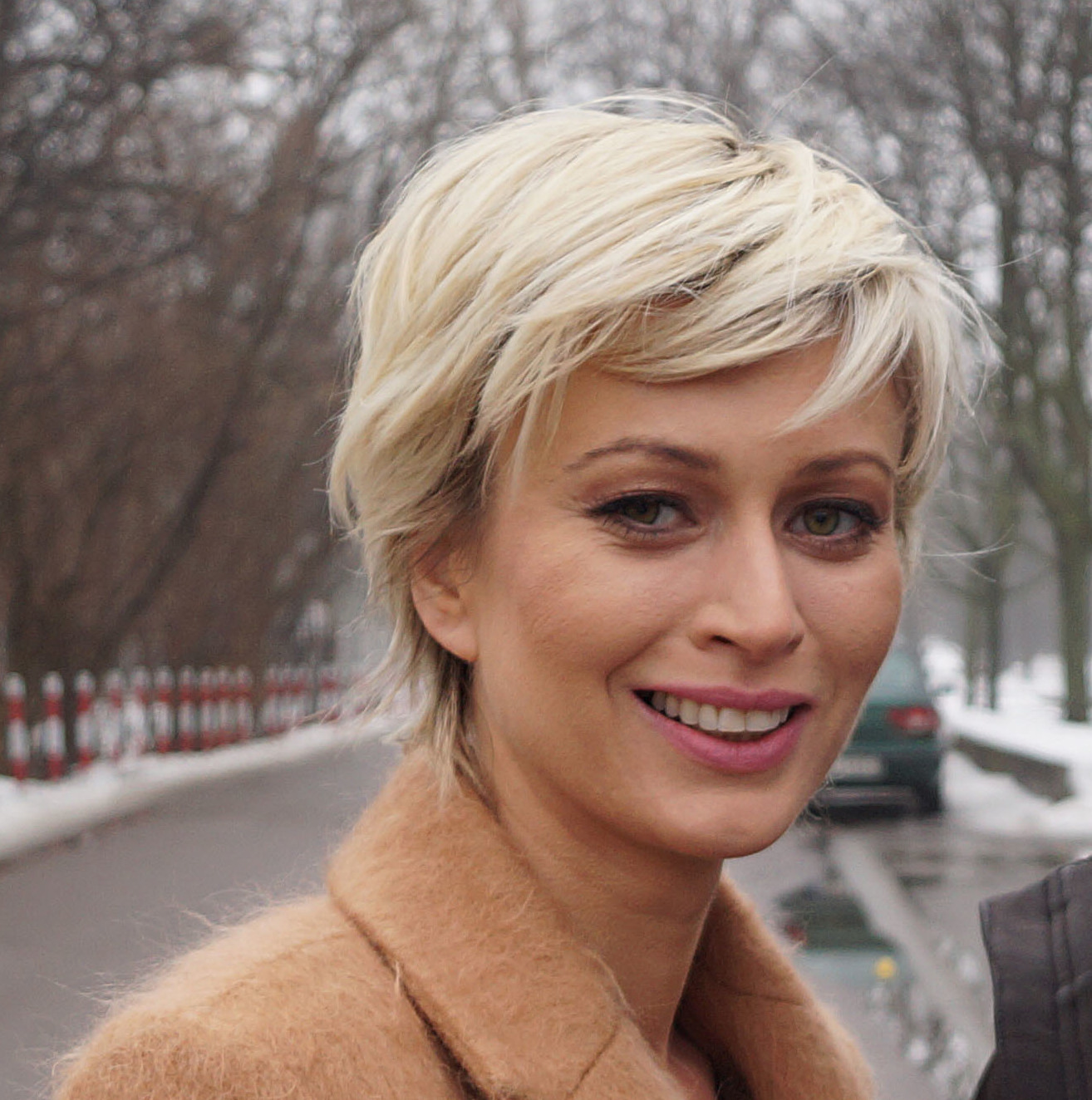
Katarzyna Zdanowicz

### Format rozrywkowy
- Twoja twarz brzmi znajomo – Polsat
- Czas na show. Drag me out – TVN
- Farma – Polsat
- LOL: Kto się śmieje ostatni – Prime Video
- MasterChef Nastolatki – TVN
- Rolnicy. Podlasie – Fokus TV
- Rolnik szuka żony – TVP1
- Sanatorium miłości – TVP1
- The Traitors. Zdrajcy – TVN
- The Voice Kids – TVP2

### Olśnienie Tele Tygodnia
- Eryk Kulm – Klara, TVN
- Jakub Gąsowski – Dewajtis, TVP1
- Radosław Kotarski – Va Banque, TVP2
- Maria Kowalska – Matylda, TVP1
- Filip Pławiak – Rojst Millenium, Netflix
- Elżbieta Romanowska – Nasz nowy dom, Polsat
- Jakub Sierenberg – Informacja zwrotna, Netflix
- Michał Sikorski – 1670, Netflix
- Anna Szymańczyk – Na dobre i na złe, TVP2

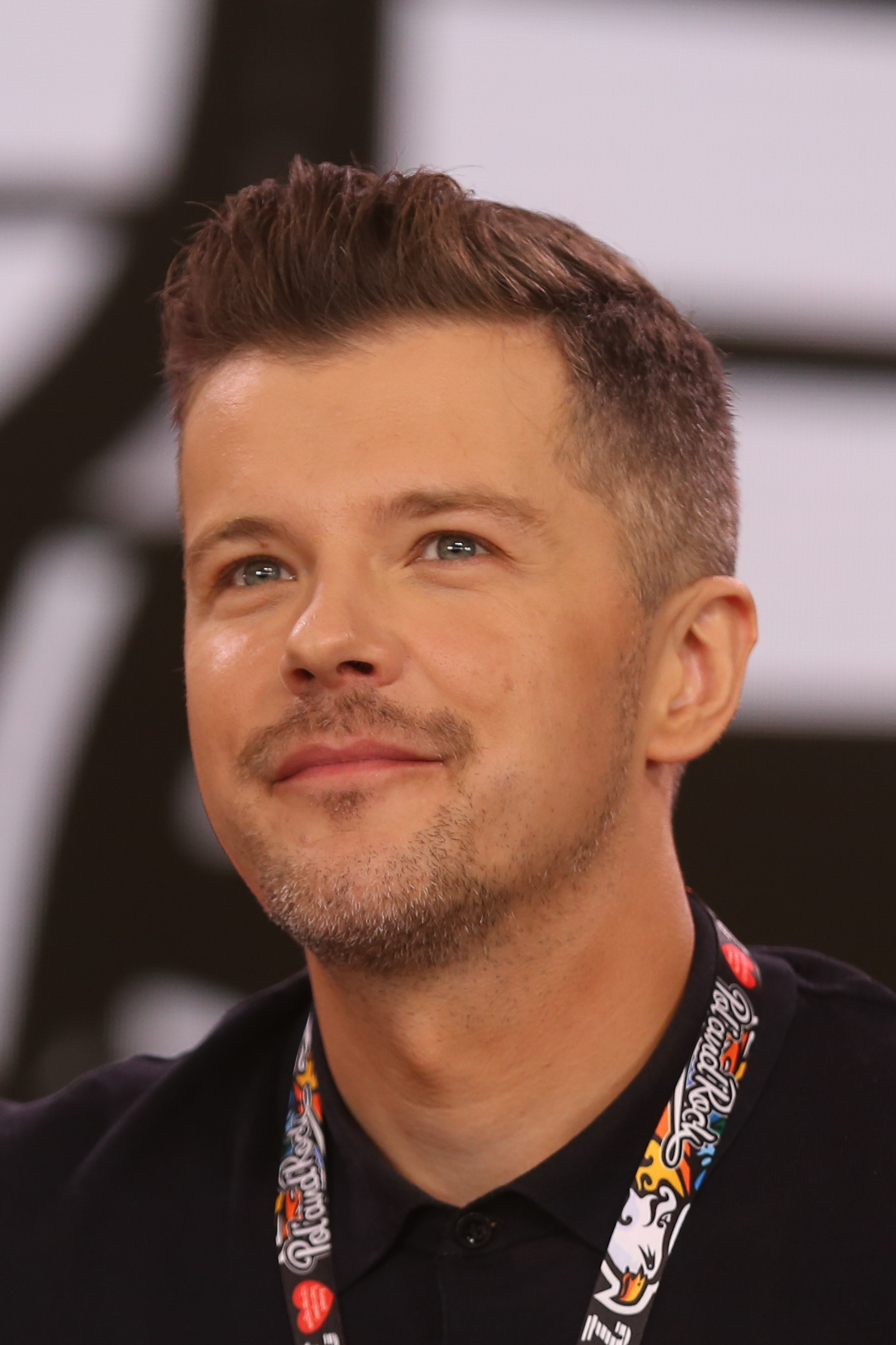
Radosław Kotarski
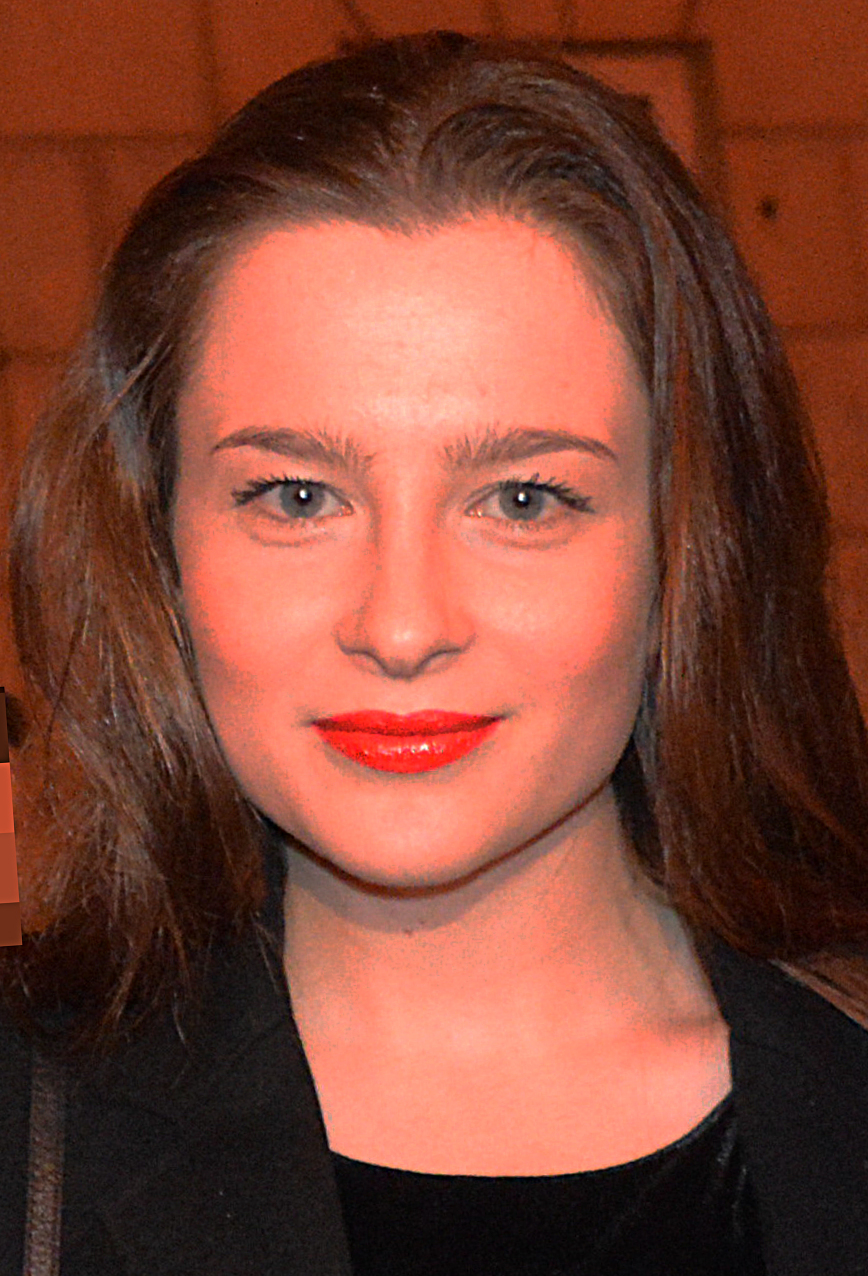
Maria Kowalska
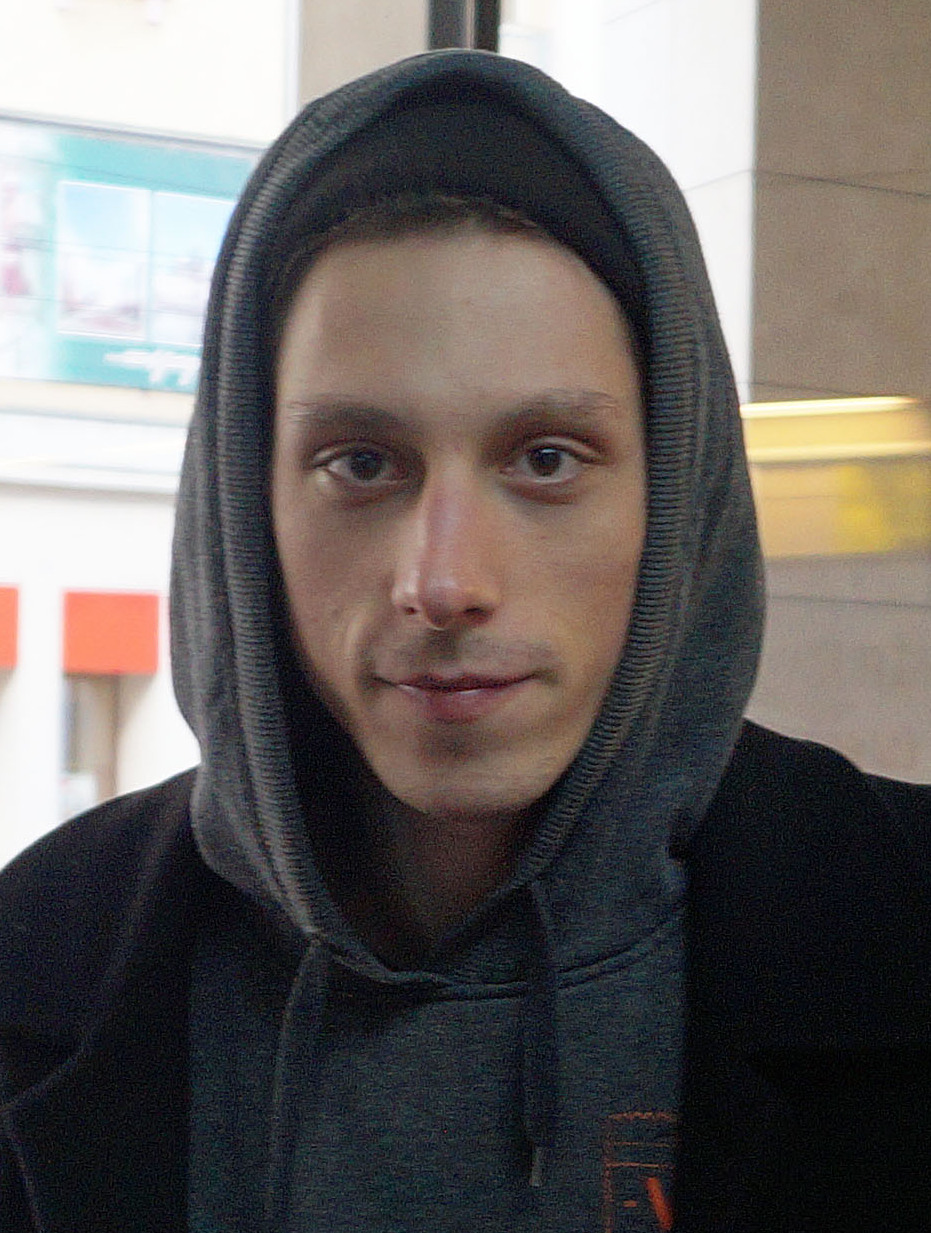
Eryk Kulm
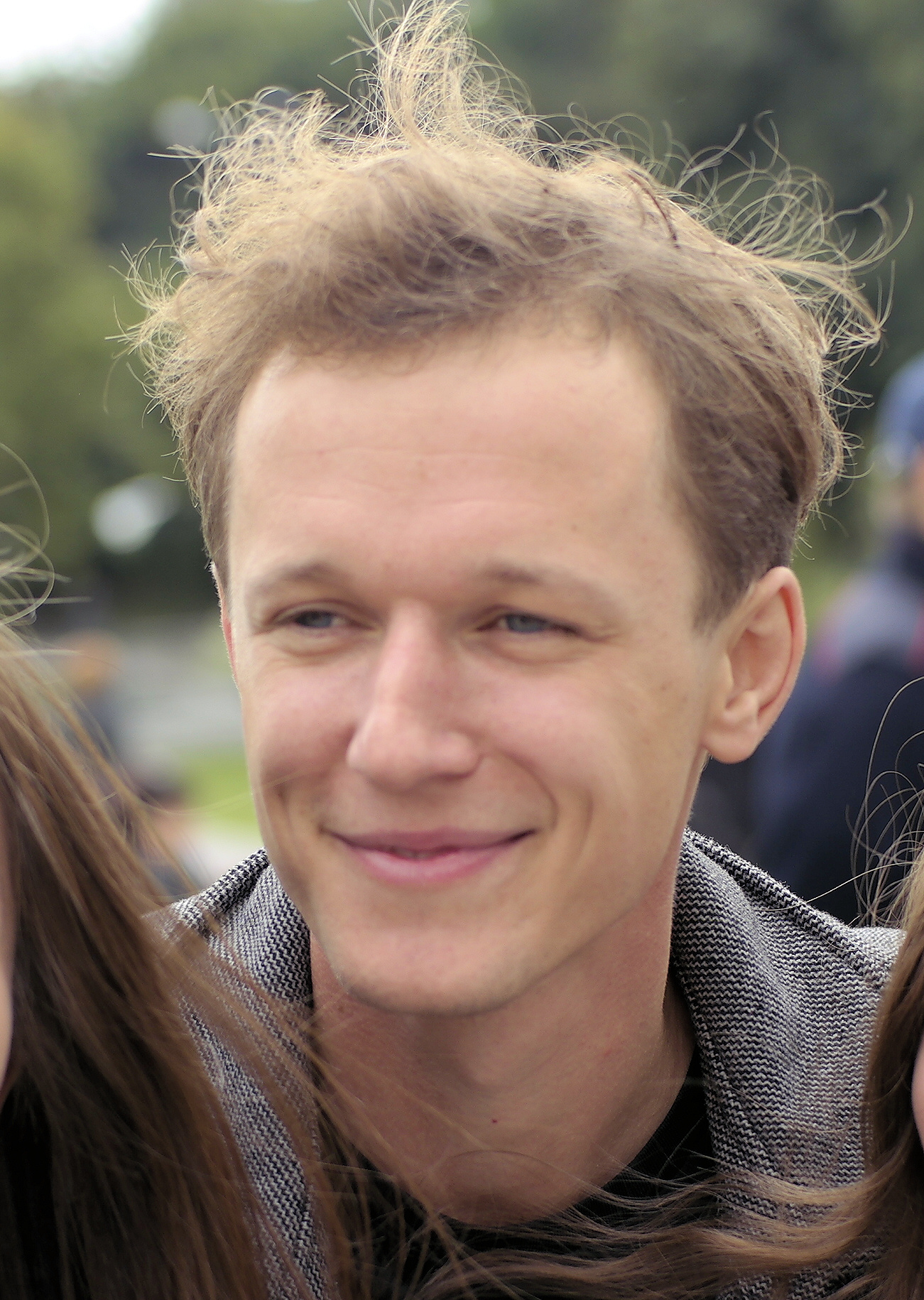
Filip Pławiak
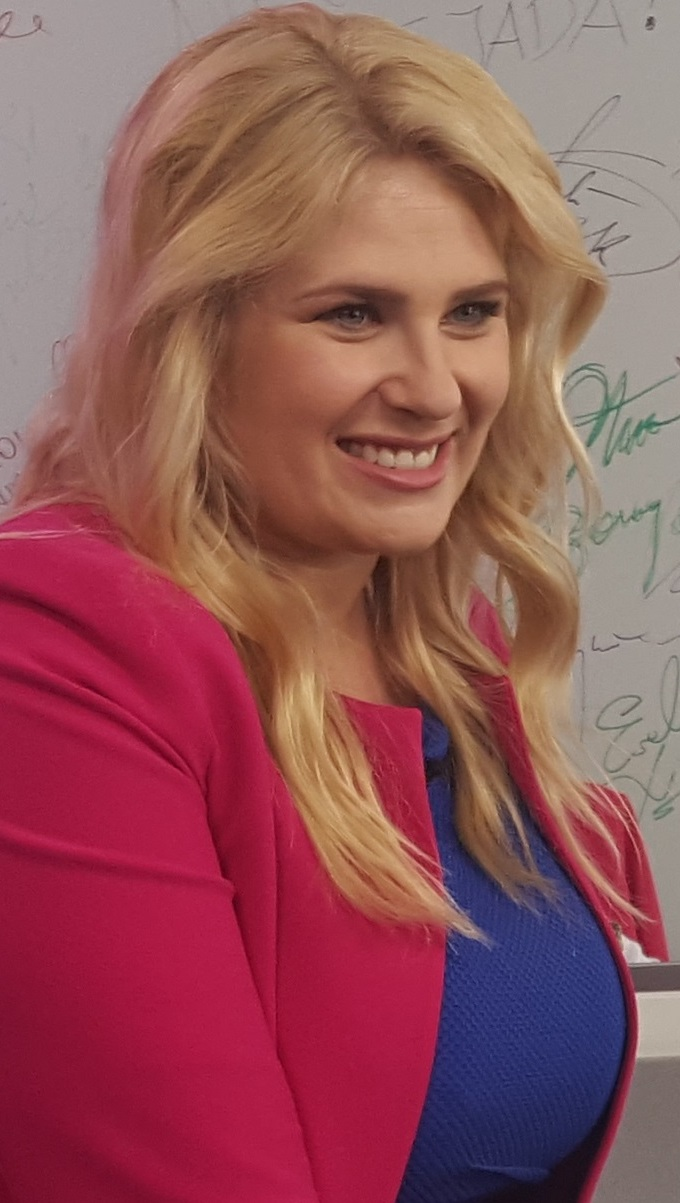
Elżbieta Romanowska
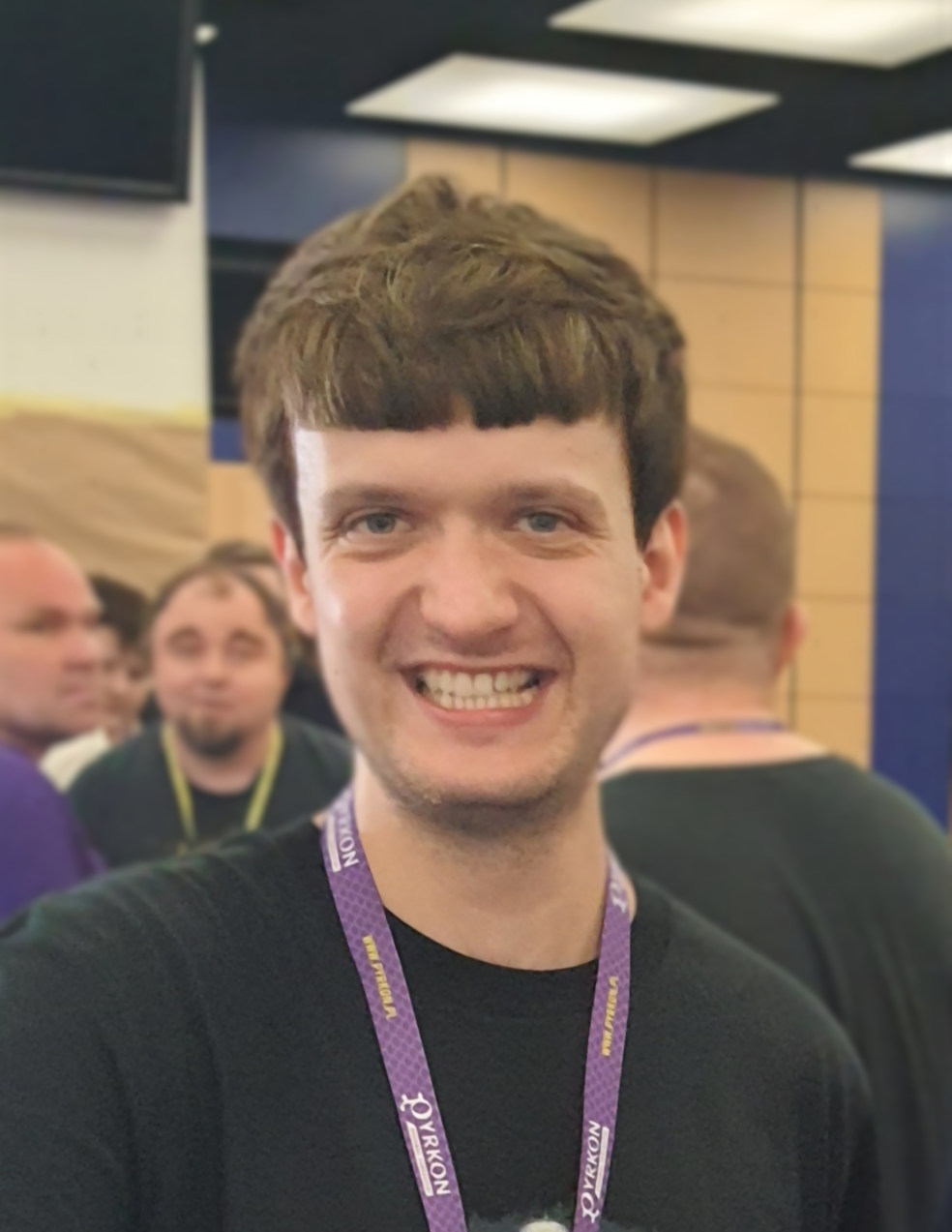
Michał Sikorski
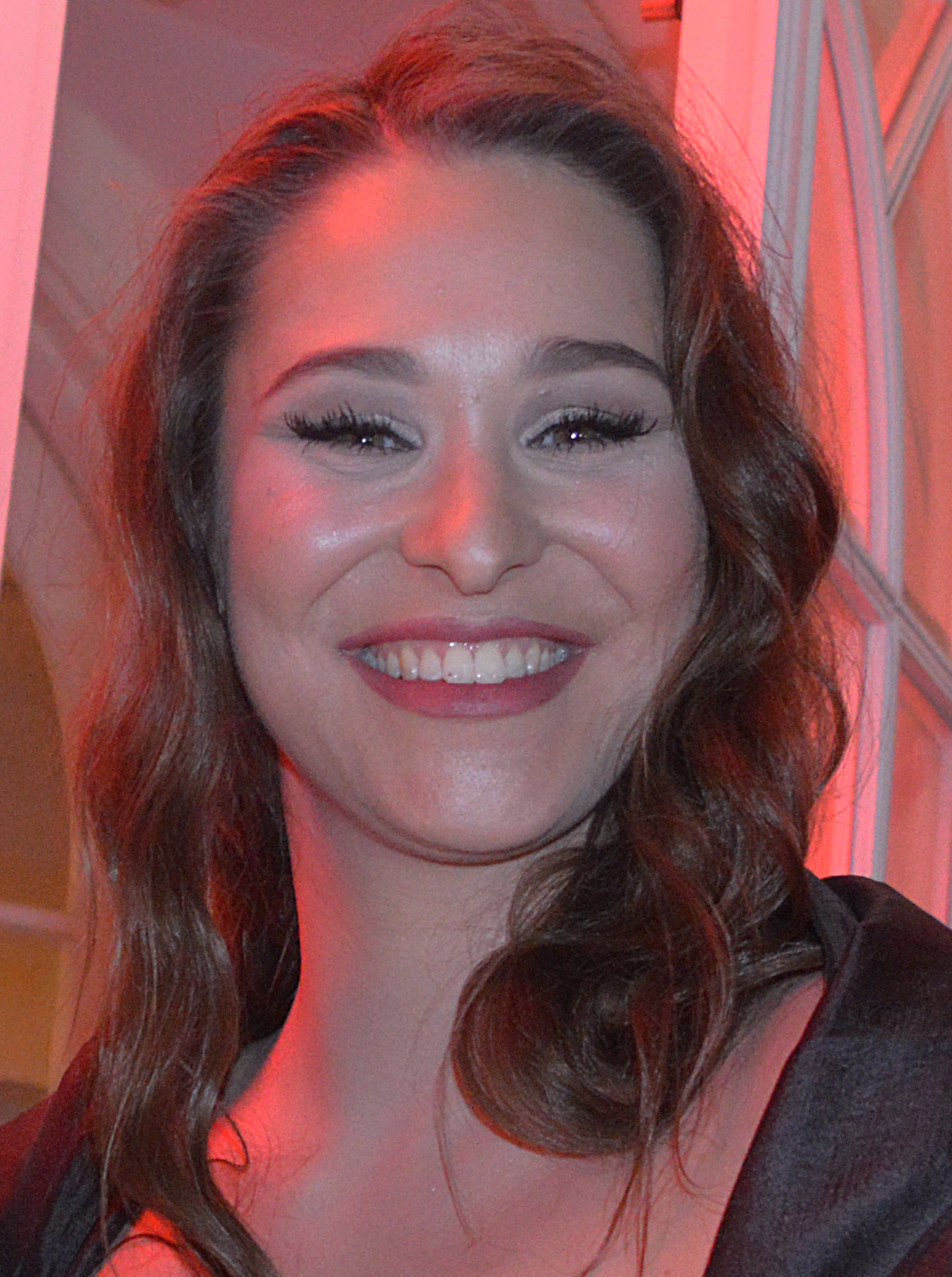
Anna Szymańczyk